# Fontaines des Landes

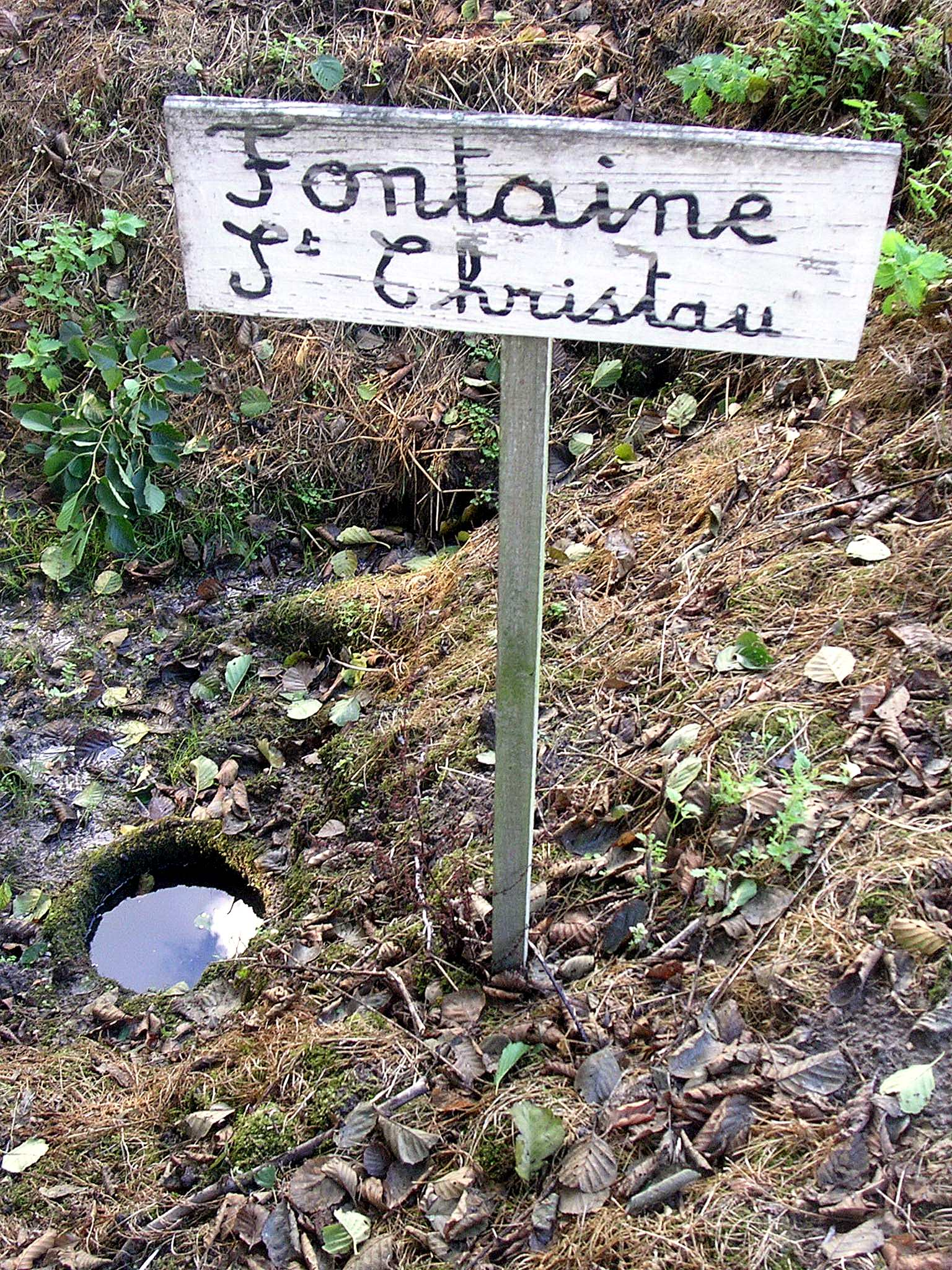
Œil de la source de Saint-Christau de Benquet.

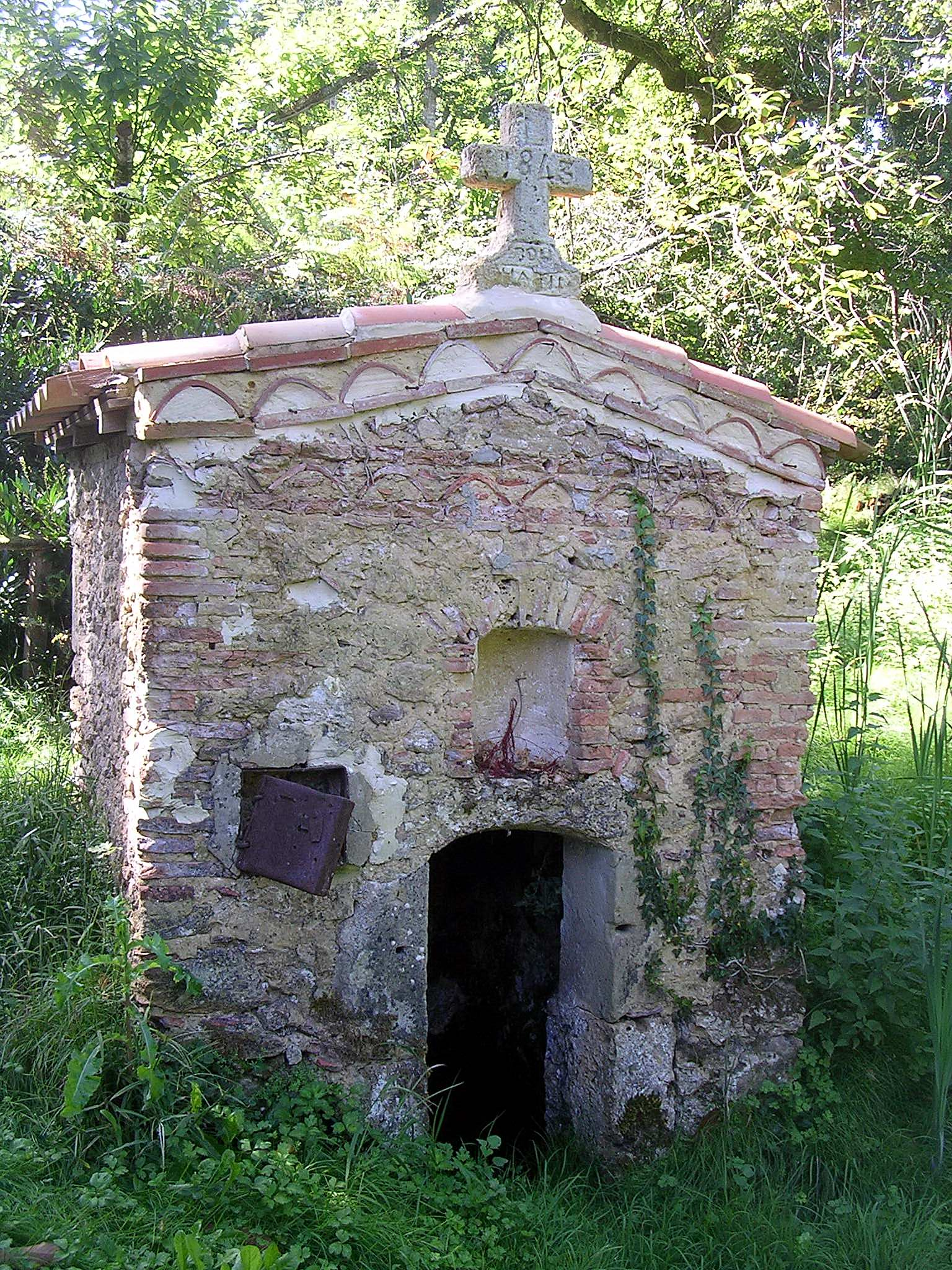
Fontaine Saint-Guirons de Laglorieuse (1843). Elle est protégée par une construction en dur qui permettait de faire des ablutions de tout le corps à l'abri des regards.

Le département français des Landes compte 256 fontaines ou sources dites « guérisseuses » (également appelées « de dévotion », ou « miraculeuses »), soit plus de 10 % des 2000 fontaines christianisées recensées en France, . Près de cent trente sont recensées uniquement dans la partie forestière du département, qui compte parmi les régions françaises possédant la plus forte densité de fontaines de dévotion, après le Limousin, l’Auvergne et le Périgord. Elles constituent des éléments remarquables du petit patrimoine rural du département.

## Étymologie
« Source » et « fontaine » ont dans les Landes un sens proche. Cette particularité s'explique par le terme gascon Hont (et ses variantes locales Houn ou Font), qui désignent indifféremment une source et une fontaine. Quand il veut être plus précis, le gascon emploie les expressions :
- « l'uelh de la hont » (l'œil de la fontaine) pour désigner la source à ciel ouvert et non aménagée[6],
- « ygaas », « tosse » (abreuvoir) pour désigner des aménagements ; il n'est pas impossible par exemple de trouver un lavoir à proximité de la source, lieu de la bugade (lessive) d'autrefois[7].

L'aménagement, quand il existe, est plus ou moins élaboré. Le plus souvent rudimentaire, il est fait d’une simple margelle en pierres, d’un abri et d’un canal d’évacuation, qui distingue la fontaine du simple trou d’eau caractéristique de la source.
Mais dans le langage courant, cette différence n’est pas toujours respectée, et un même site peut être indifféremment désigné sous l’appellation « source » ou « fontaine » par les populations qui le côtoient.

## Présentation
Les Landes de Gascogne sont un pays d'eau. L’omniprésence de cet élément a laissé sa marque dans le toponyme de la région Aquitaine (issu du latin Aquitania, le pays de l’eau), ou de villes comme Dax (dont le premier nom fut Aquæ Tarbellicæ, qui signifie « les eaux des Tarbelles »), ou encore Hontanx (dérivé de « Hont »). Mais, selon leur nature, les eaux y sont perçues :
- soit comme néfastes : eaux stagnantes, croupissantes et malsaines des lagunes et marais de jadis, contre lesquelles l'Homme a lutté pendant des siècles[n 1],
- soit comme bienfaisantes : eaux vives et bénéfiques des sources thermales et des fontaines, depuis longtemps connues par la population pour leurs vertus curatives[1].

Si les sources et fontaines de dévotion de Chalosse offrent un débit régulier, celles des Landes de Gascogne sont souvent à débit plus faible. À côté des rivières et des ruisseaux, elles sont souvent des résurgences ou le résultat de ruissellements qui forment une étendue d'eau naturelle. La faiblesse du débit et un écoulement lent en ternissent parfois l'aspect. Souvent, de simples vasques ont été aménagées, alimentées par les eaux récupérées par une canalisation, créant un bassin destiné aux ablutions. Les fontaines et leurs eaux prennent différents aspects :
- certaines sont de type artésien et laissent apparaître des remous de sable venu des profondeurs (exemple : fontaine Sainte-Marie-Madeleine de Sindères)[7].
- d'autres brassent des particules ferrugineuses qui produisent une couleur rouille (le fer abondait dans le sous-sol landais en raison de la présence de garluche, exploitée par l'industrie sidérurgiques des anciennes forges :  forge de Brocas, forge d'Uza, forge de Pontenx, forge de Pissos, forge de Castets (exemple : fontaine Saint-Jean d'Onesse-et-Laharie)[7]
- d'autres enfin, comme dans les eaux thermales, contiennent du soufre (fontaine de Suzan)[7].

### Historique
Avant l'arrivée de la médecine moderne, les habitants des villages landais ont longtemps pratiqué une forme rudimentaire d’hydrothérapie en fréquentant les fontaines dites « guérisseuses » (hont guaridora, medicinaira ou pregandaire), ou les eaux de l'océan. Selon une ancienne croyance populaire à Mimizan, aller se tremper les pieds dans le golfe de Gascogne le premier mai pouvait présenter des vertus curatives.
Le monde moderne attestera dans certains cas les  vertus préventives prêtées à l'eau et les reprendra à son compte sous diverses formes. Le XIXe siècle voit le développement du thermalisme autour de la fontaine chaude de Dax ou des sources d'Eugénie-les-Bains, entérinant une pratique déjà ancienne. À partir de la deuxième moitié du XIXe siècle et jusqu'à la Seconde Guerre mondiale, les bains de mer à visée thérapeutique deviennent à la mode et les stations balnéaires naissantes se dotent d'établissements destinés à soulager les maladies pulmonaires. C'est notamment le cas du préventorium Sainte-Eugénie à Capbreton ou de l'hydrothérapie de Mimizan. L'après-guerre voit le développement de la thalassothérapie et la commercialisation d'eaux minérales accompagnant une recherche nouvelle du bien-être.

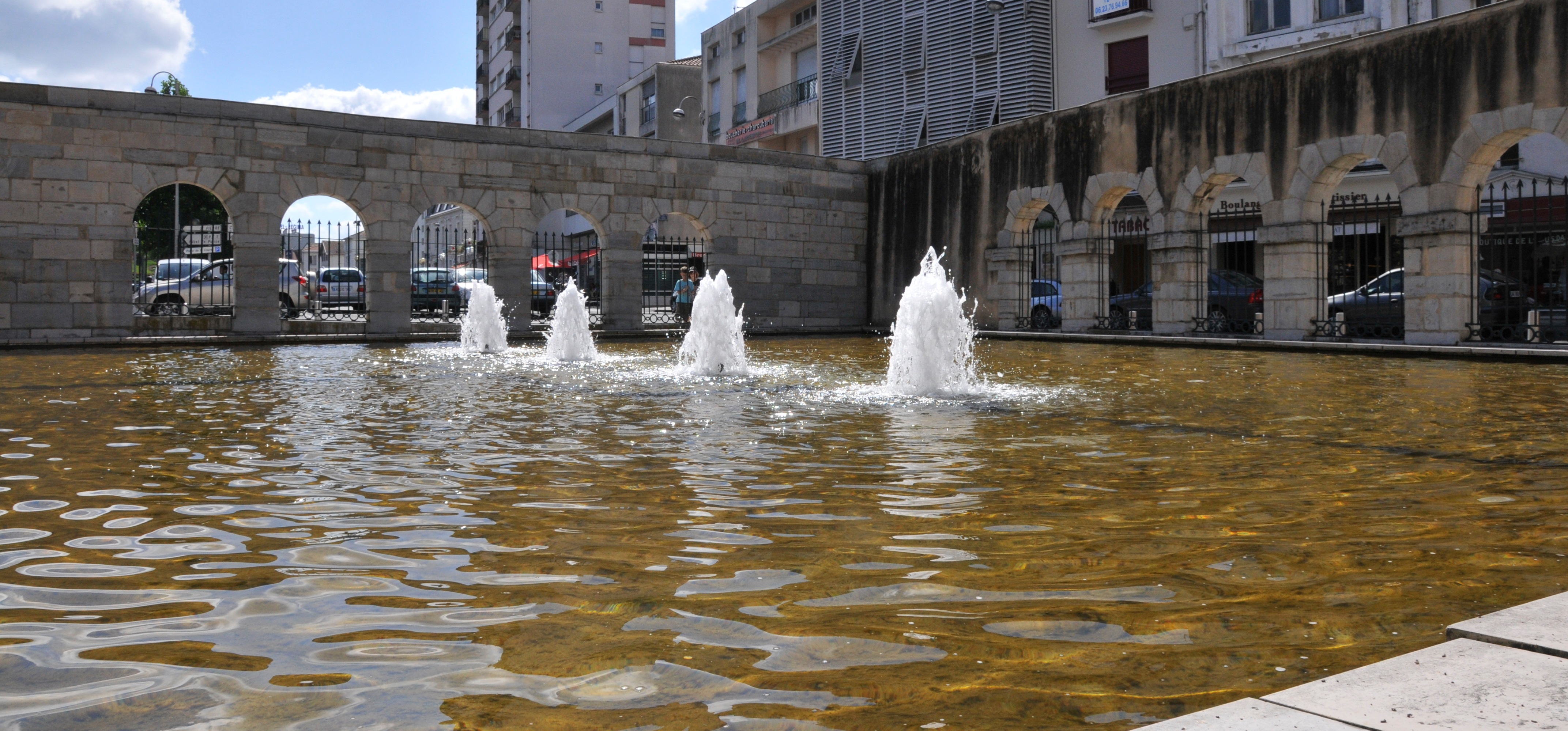
Fontaine chaude à Dax. Depuis l'Antiquité la Fontaine chaude, ou source de La Nèhe, se situe en centre-ville de Dax, témoignant des origines gallo-romaines de la ville.

Concernant les eaux de source aux qualités ferrugineuses et sulfureuses, elles faisaient partie des faibles moyens thérapeutiques qui ont pendant des siècles accompagné hommes et femmes de leur naissance à leur mort, révélateurs de leurs conditions sanitaires précaires, du manque d’hygiène et des carences alimentaires dans les Landes d'autrefois.
La fréquentation de ces sources remonte sans doute aux temps préhistoriques, comme semblent en attester les pierres polies découvertes à proximité (cas notamment à la source Saint-Clair d’Ygos). Des fouilles ont également mis en évidence la présence de pièces de monnaie de différentes époques, laissées près des fontaines en offrande.
Cachées dans les bois ou à l'inverse visibles en lisière de forêt, les fontaines prennent tour à tour la forme d'un oratoire dédié à la Vierge Marie ou au saint tutélaire, d'un bassin, d'un lavoir, ou d'une simple source signalée par un panneau, une croix, un tronc à offrandes ou un bouquet de fleurs coupées. Toutes les fontaines ne possèdent en effet pas de bâti maçonné, elles sont souvent captées dans une vasque et sont le plus généralement à ciel ouvert. Dans certains cas, une chapelle (capèra en gascon) a été construite à proximité de la source (comme celle de Suzan, la chapelle Notre-Dame-d'Arosse ou la chapelle des Trois Fontaines d'Ychoux) comme point de départ de processions religieuses.

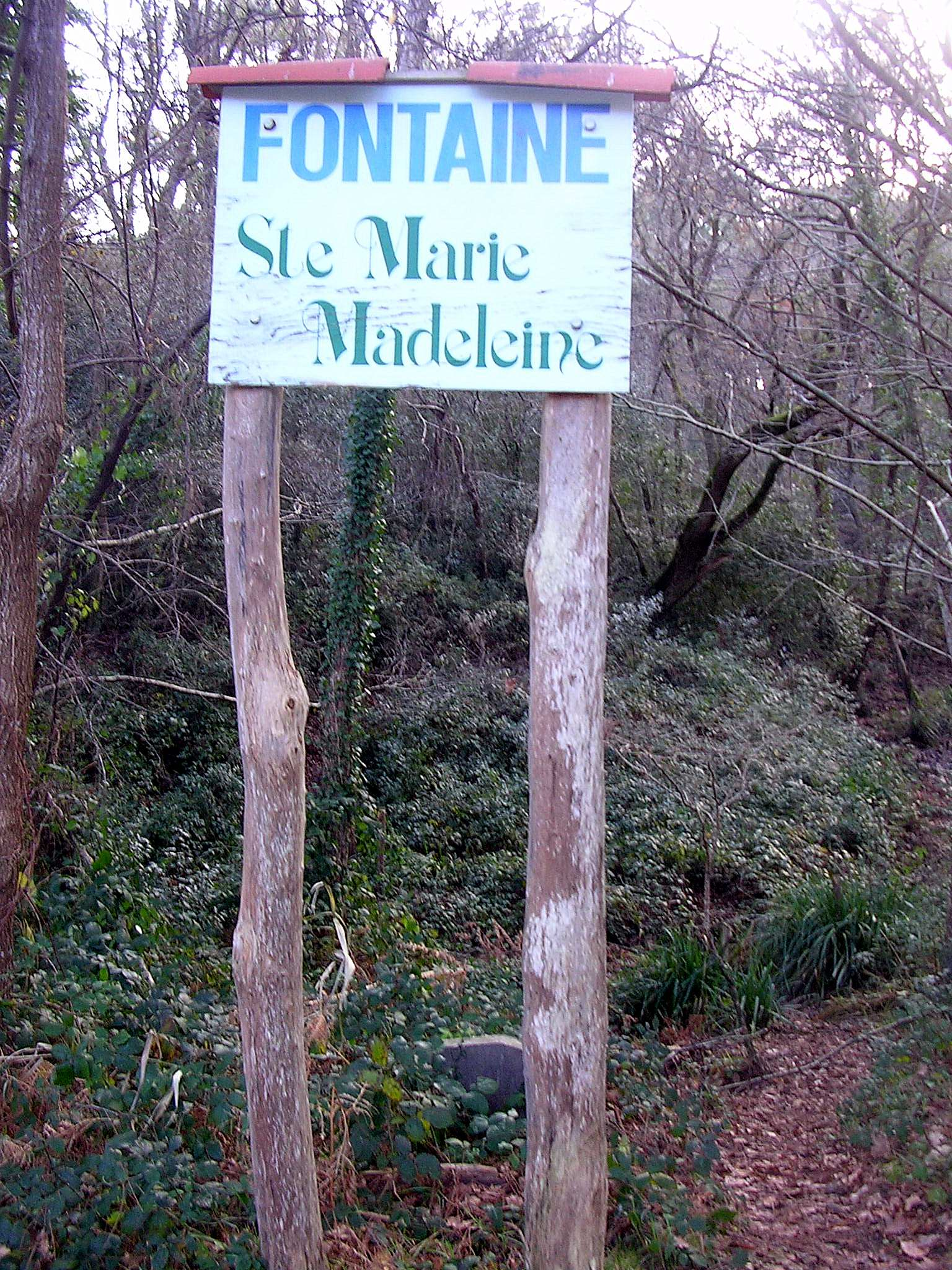
Panneau signalant la discrète présence en forêt de la fontaine Sainte-Marie-Madeleine de Contis.
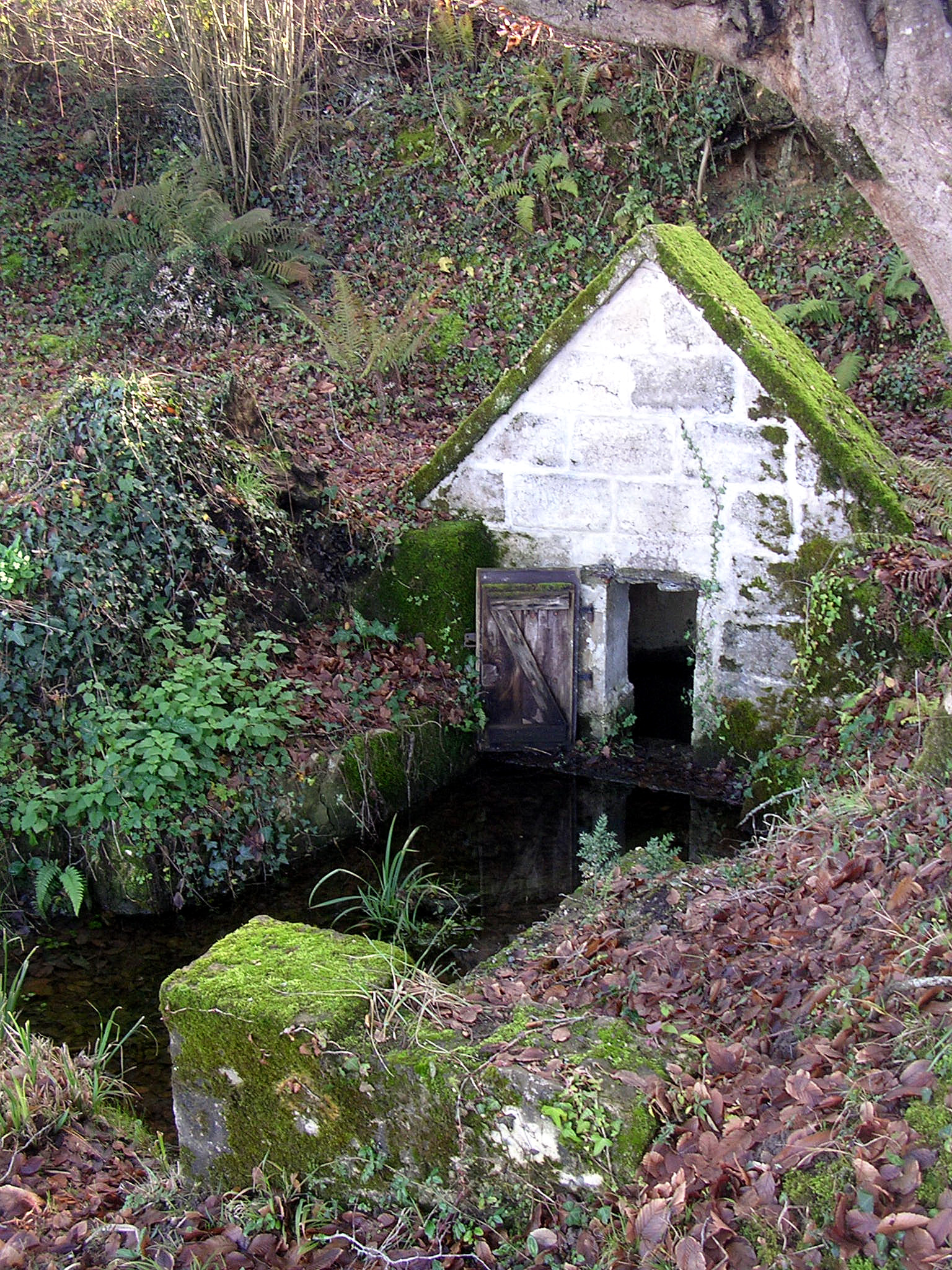
Bâti en dur de la fontaine Mondiron à Dumes.
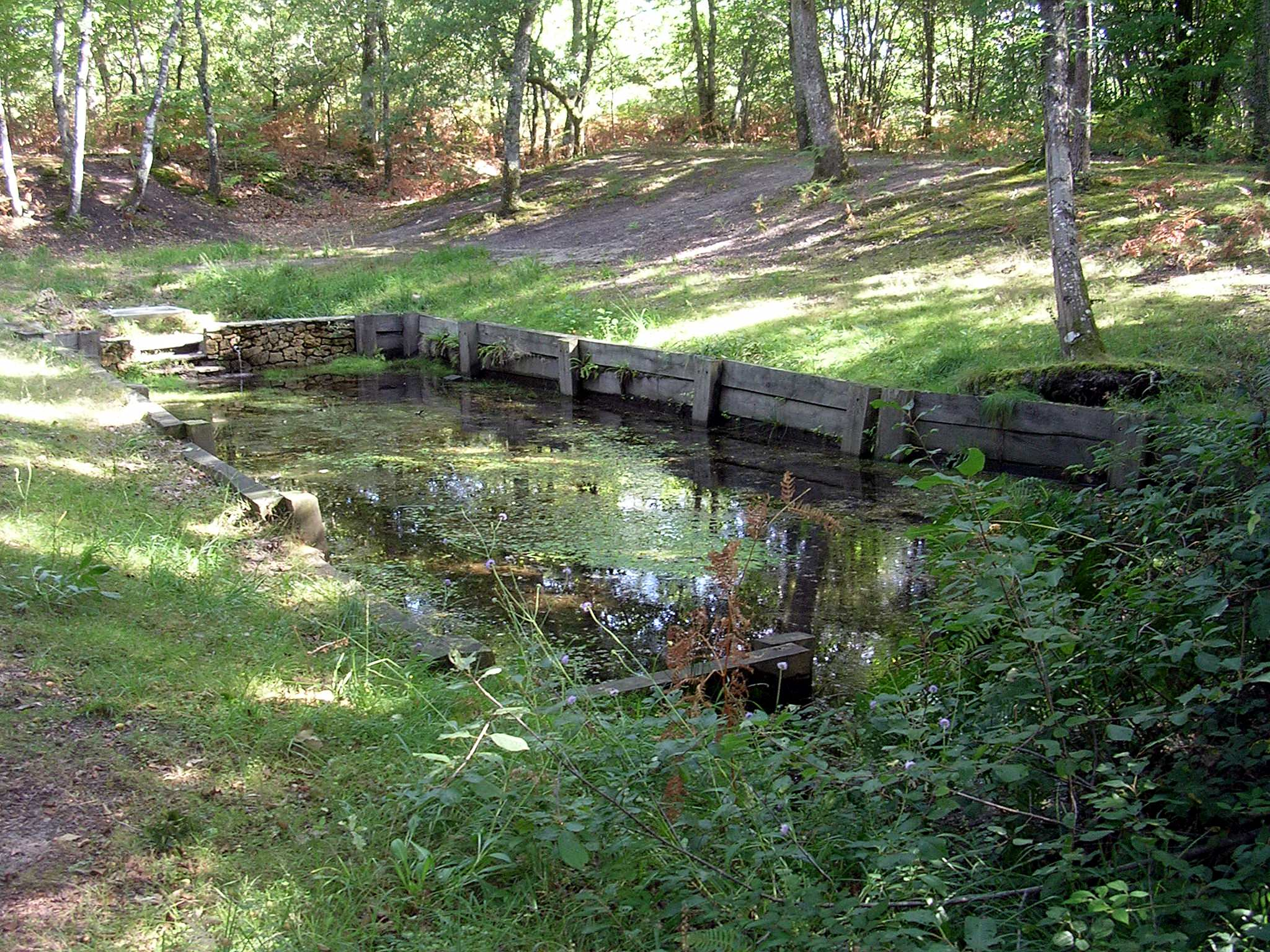
Bassin délimité par des pierres et des planches de la fontaine de Bayonne à Haut-Mauco.
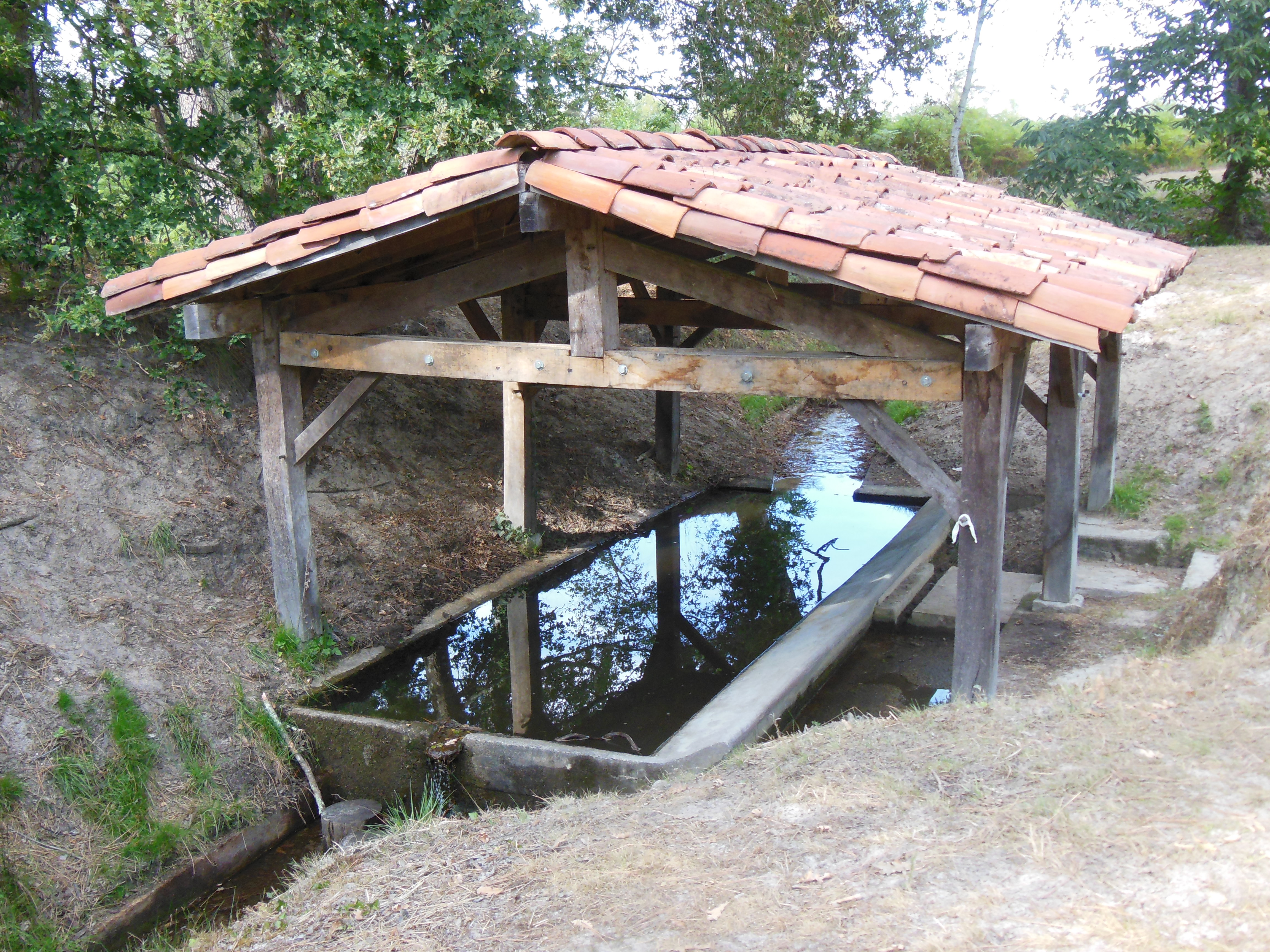
Fontaine Saint-Clair d'Ygos, aménagée en lavoir.
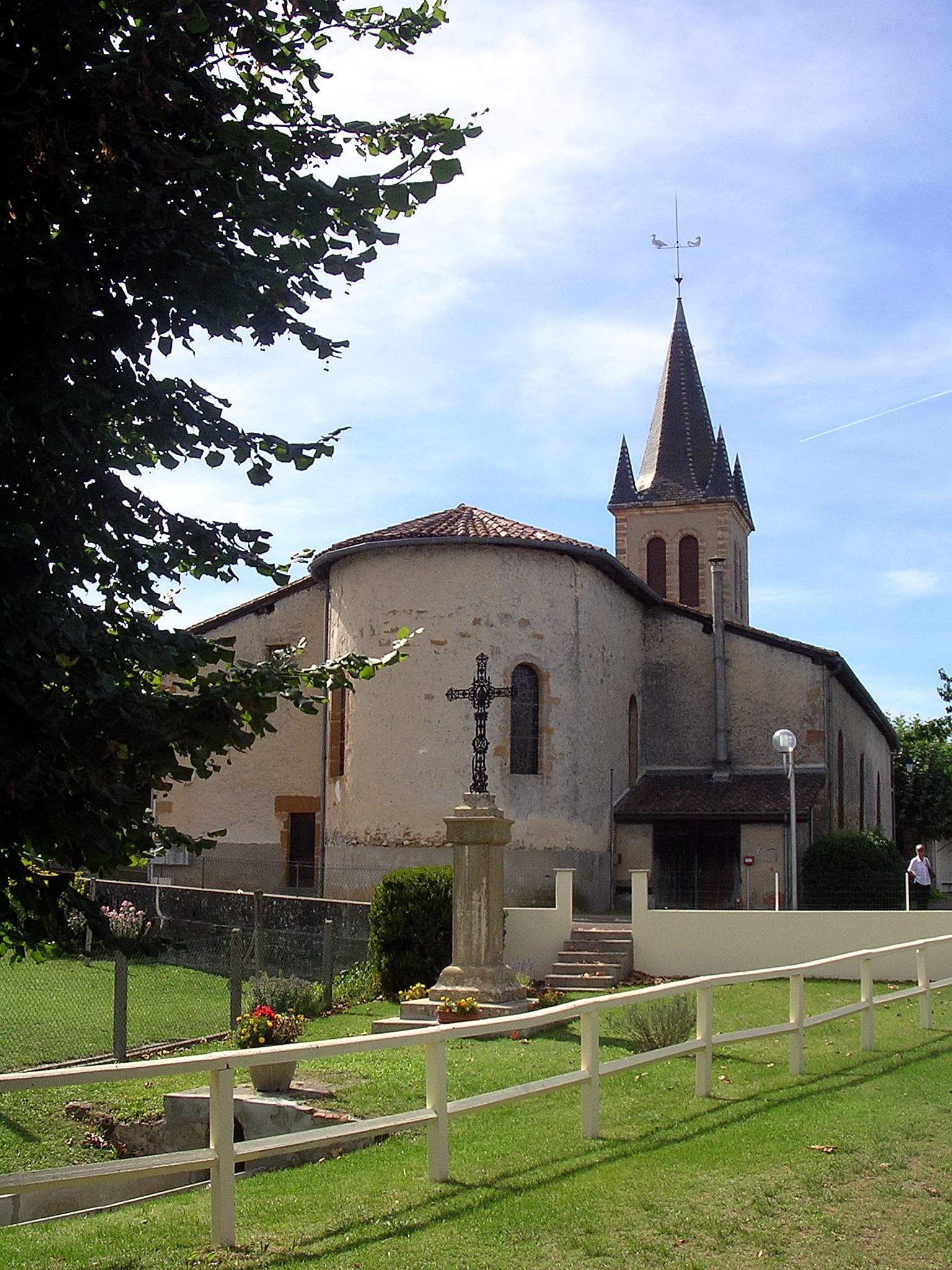
Saint-Pantaléon de Campagne à l'arrière de l'église.

La fréquentation des fontaines dans un but curatif, superposant ferveur religieuse et antiques pratiques païennes, a ainsi perduré dans les campagnes landaises les plus reculées jusqu'à la fin des années 1960, avant que la fin des superstitions, la généralisation de la médecine moderne, le recul de la pratique religieuse et l’exode rural n’y mettent un terme. Si les sources restent de nos jours fréquentées par quelques fidèles, les processions avec bénédiction organisées à l'occasion de la fête du saint tutélaire conduites par le prêtre de la paroisse sont devenues très rares. Néanmoins, les communes rurales s’intéressent à nouveau à ce petit patrimoine local au début des années 2000 et tentent de le remettre en valeur afin de le sauvegarder de l’oubli et de dynamiser la fréquentation touristique.

### Pratiques
Ces fontaines, souvent placées sous le patronage d’un saint chrétien, étaient peu onéreuses et faciles à utiliser. Les populations locales s'y rendaient :
- soit à date fixe, en pèlerinages qui prenaient la forme de processions religieuses menées par le prêtre de la paroisse, parfois associées avec le temps à des fêtes profanes ou des foires, principal mode de communication de la Haute-Lande à l'époque (c'est notamment le cas de l'assemblade[n 2] de la Saint-Michel autour de la source Saint-Jean-Baptiste à Ousse-Suzan)[13]
- ou bien à un autre moment de l'année, au moins une fois par an, sur démarche individuelle et souvent discrète[8].

Il était possible, si l'on ne pouvait soi-même se rendre sur les lieux, de demander à quelqu'un de faire « le voyage », certaines personnes faisant la profession de pèlerin. Les pèlerins de Saint-Jacques de Compostelle de passage y faisaient quant à eux étape pour y soulager leurs maux.
On y vénérait le saint patron gardien de la fontaine, on demandait également la pluie, un conjoint, une descendance, mais surtout, la santé. Dans ce dernier cas, on y procédait à des ablutions ou on s'y immergeait, afin de guérir les maladies de peau, favoriser la maternité ou la lactation, ou encore soigner diverses douleurs. Dans certains cas, les malades pouvaient se dévêtir dans des abris bâtis en dur autour de la fontaine les protégeant des regards.
Trois sources s'échelonnent auprès du ruisseau d'Escource, près de Cap de Pin sur la comme d'Escource. Avant de choisir, il fallait préalablement passer devant une « recommandeuse » (« recommandayre » en gascon) qui, comme son nom l'indique, recommandait la fontaine à utiliser et le rituel à suivre selon la maladie à traiter pour obtenir la guérison (Saint-Antoine de Traverse pour les affections de la peau, Sainte-Luce pour les yeux, Saint-Cô pour le cœur, « co » signifiant « cœur » en gascon), sans quoi les vertus des saints restaient inopérantes.
Par endroits, le nombre de chiffons disposés sur les croix ou les arbustes environnants témoigne de la fréquentation des lieux encore de nos jours. Le rite veut en effet que le patient imprègne un linge de l'eau de la source et le passe sur la partie du corps à traiter, puis accroche ce linge près de la fontaine dans l'espoir d'y laisser leurs maux ou comme un ex-voto. Les autres malades doivent s'abstenir de toucher ces linges, au risque d'attraper la maladie qu'ils ont aidé à soigner.

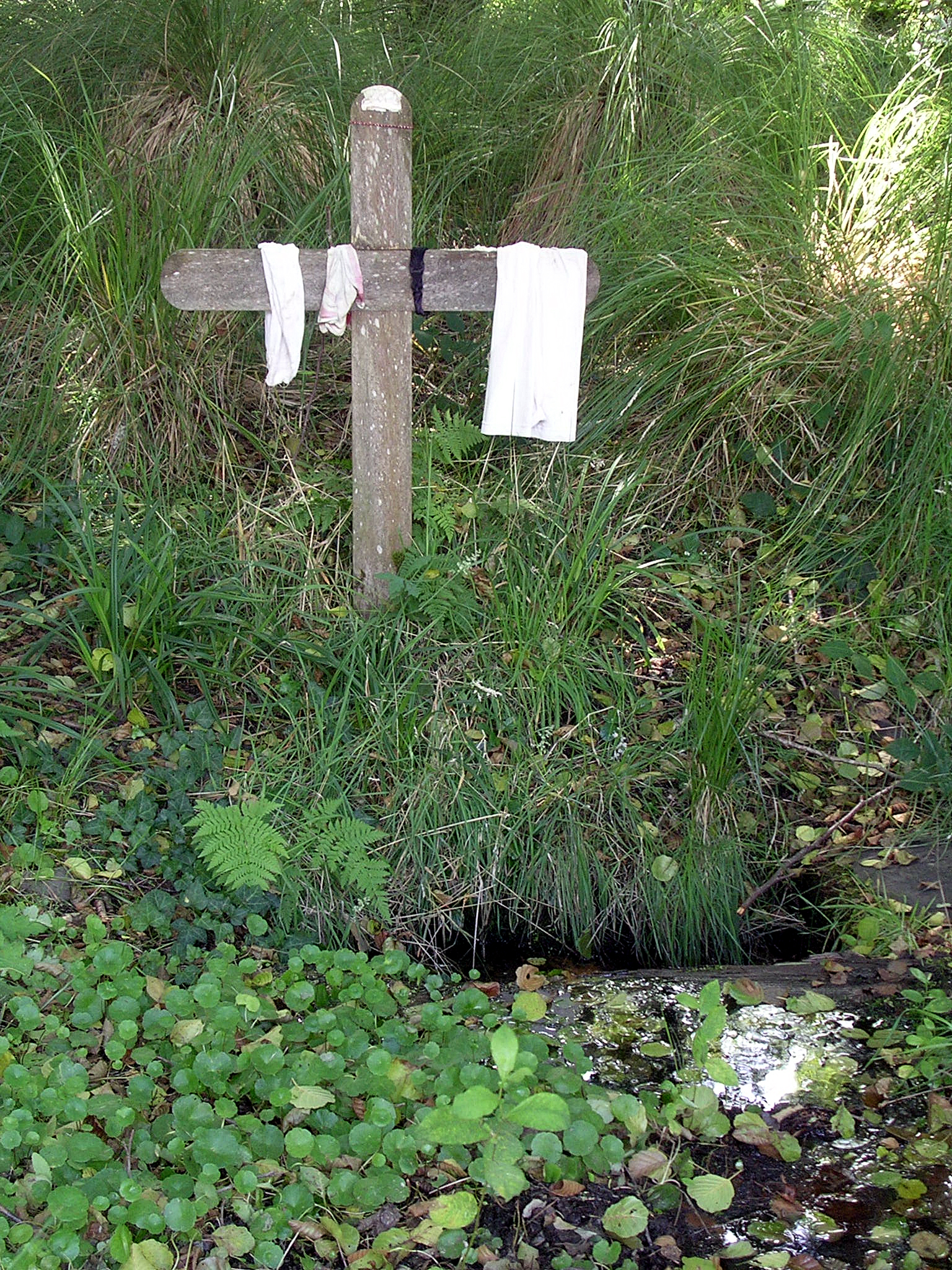
Saint-Antoine de la Traverse d'Escource. Les malades laissent leurs linges usagés près de la fontaine comme des ex-voto.
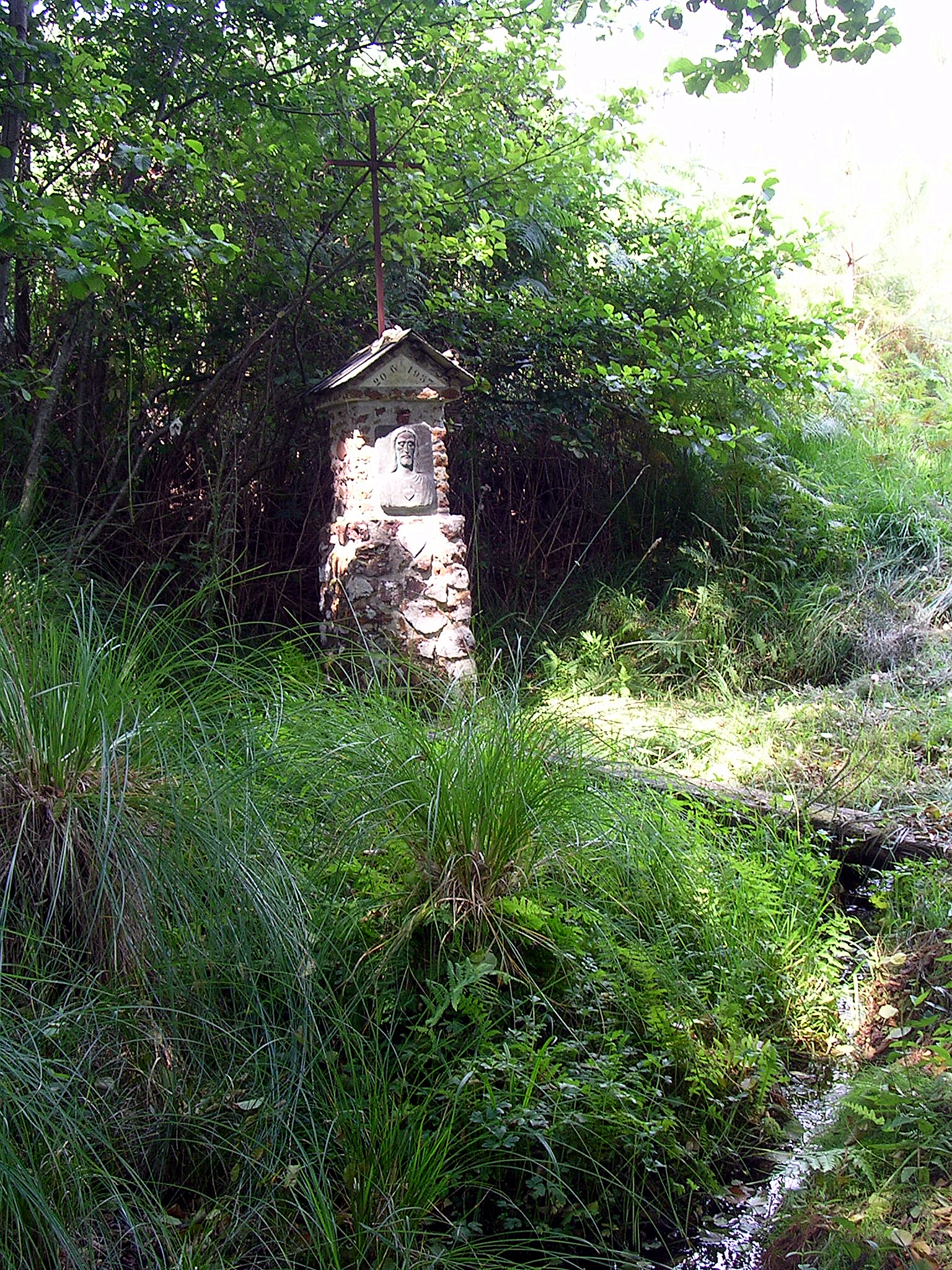
Saint-Cô d'Escource.
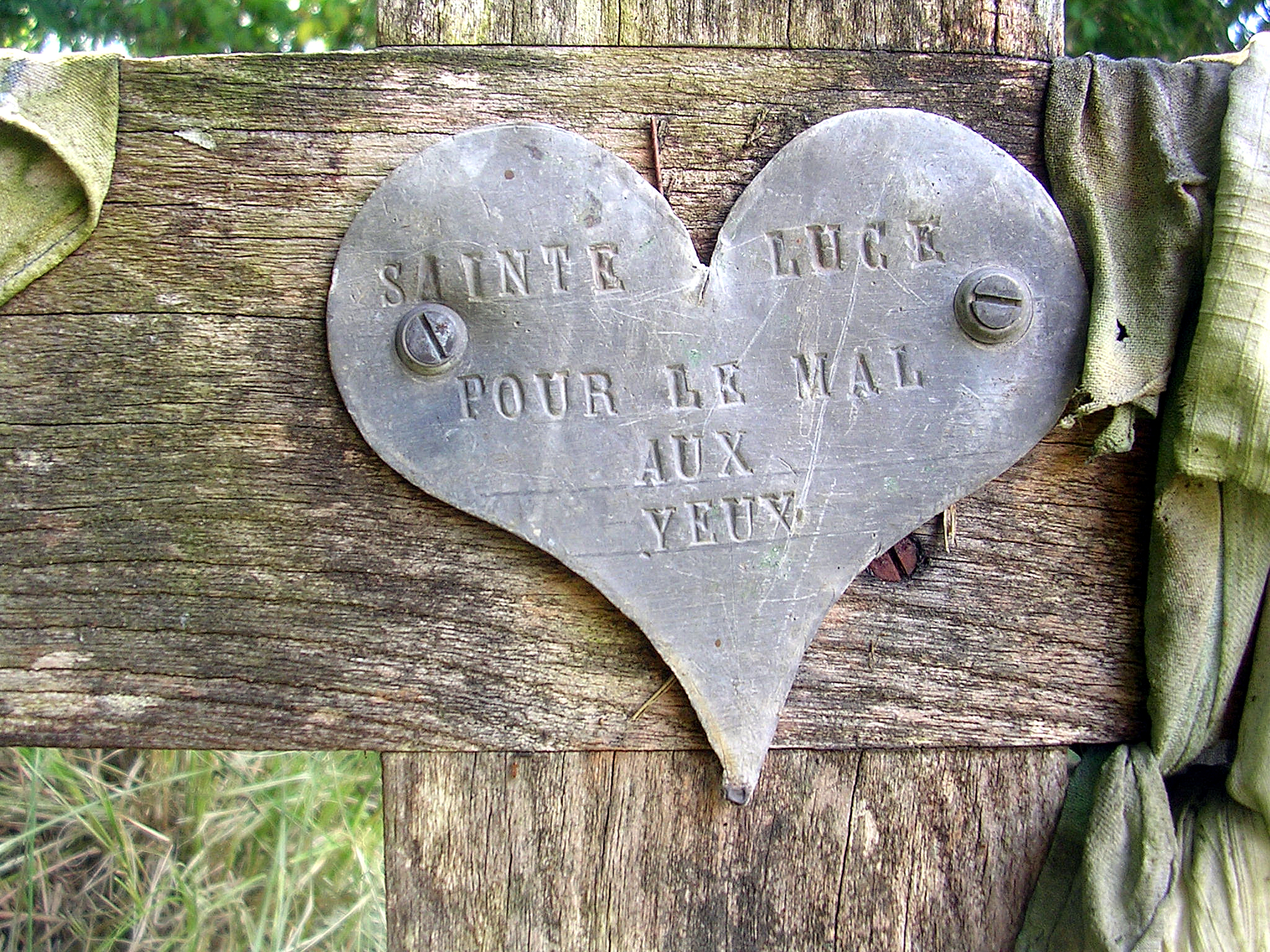
Sainte-Luce d'Escource.

### Cultes et croyances
Les rapports sacrés que l’Homme entretient avec l’eau, le feu, les pierres ou les arbres, remonte à la Préhistoire et le culte de l’eau est un héritage païen. Les Gaulois vénéraient l'eau de source, dont la présence est associée à l'idée de vie et de bienfait. Sources et rivières font l'objet d'un culte important, que l’Église finit par intégrer à ses rites (baptême, lavement des pieds), faute d’avoir pu complètement l’interdire, en dépit de siècles de condamnation.
Si quelques rares fontaines ont échappé à la christianisation, la plupart sont placées par l’Église sous la protection d'un saint, parfois local, plus ou moins spécialisé dans le traitement d'affections. C’est ainsi qu’on prêtait des pouvoirs dits « miraculeux » aux fontaines et à leurs saints tutélaires, dans un mélange de superstitions et de croyances alliant médecine populaire au divin, réminiscences de pratiques païennes antérieures à l'émergence du christianisme.
Parmi les grandes figures de la chrétienté rattachées au culte des fontaines viennent les noms de :
- la Vierge Marie, figure maternelle, invoquée dans le traitement des douleurs et des rhumatismes.

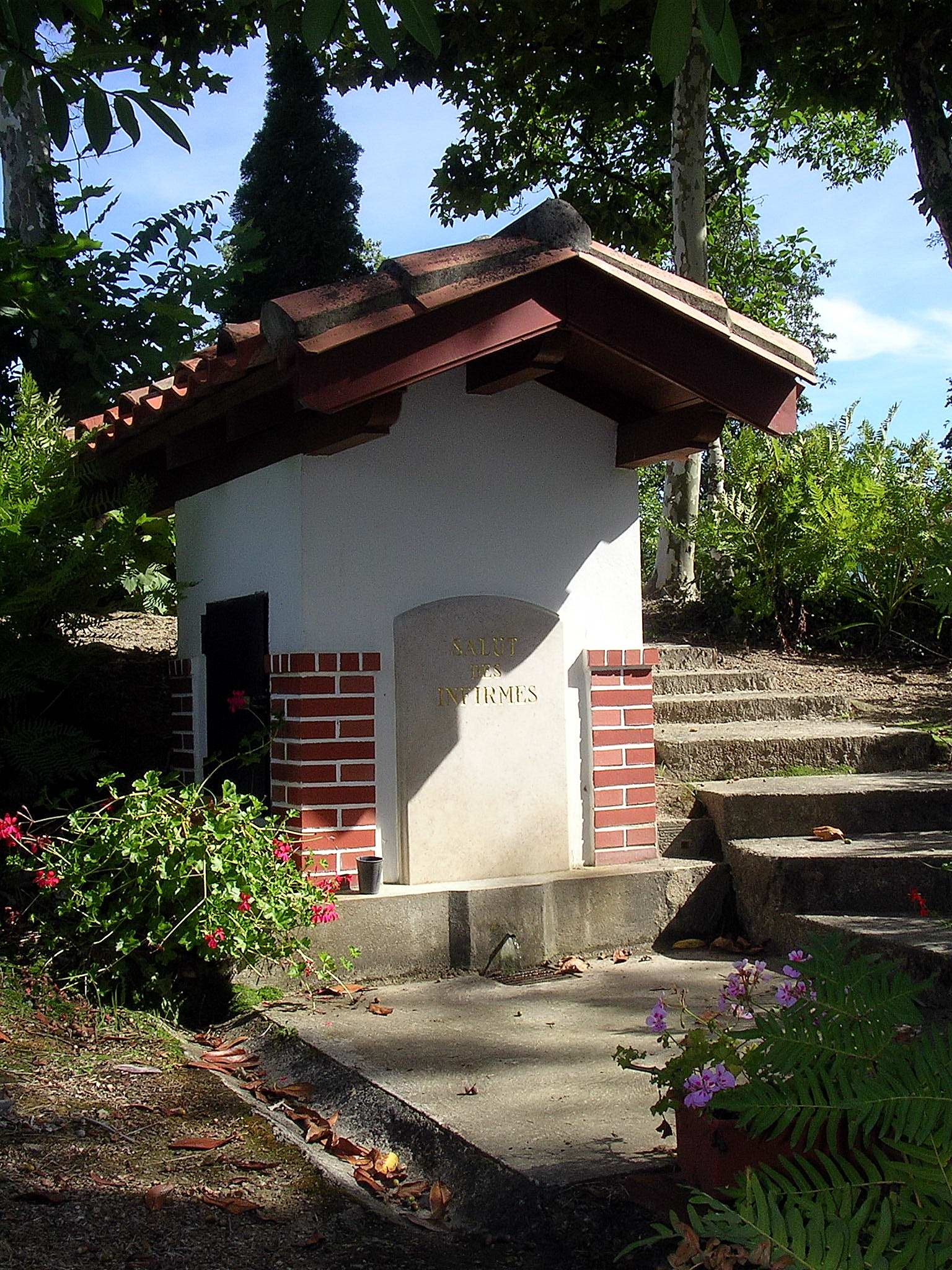
Notre-Dame-des-pins d'Aurice, contre les rhumatismes et les maux de jambes. On implorait jadis son aide pour favoriser les premiers pas des enfants.
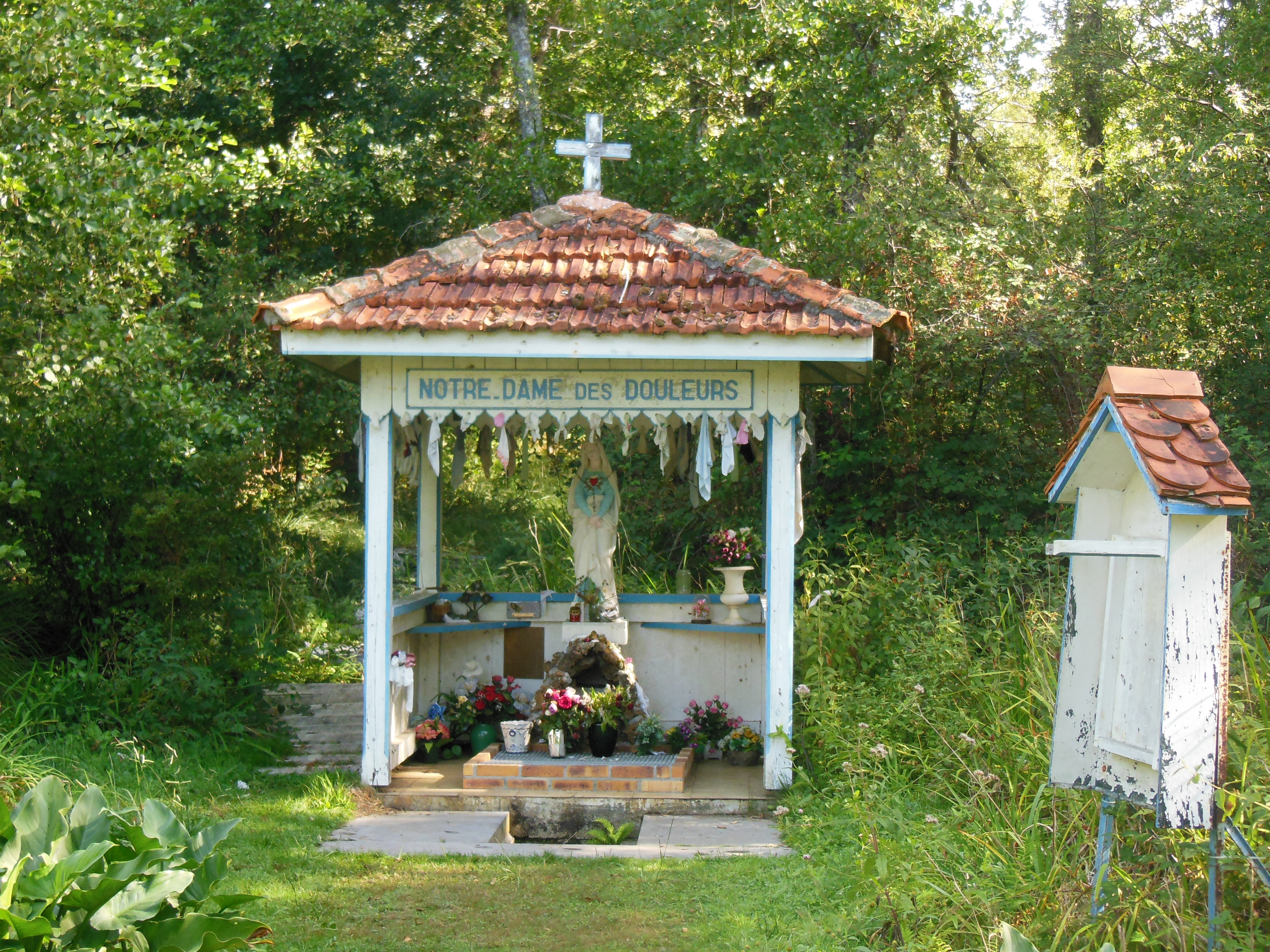
Notre-Dame-des-Douleurs de Garrosse, traite les rhumatismes et les dérangements intestinaux.
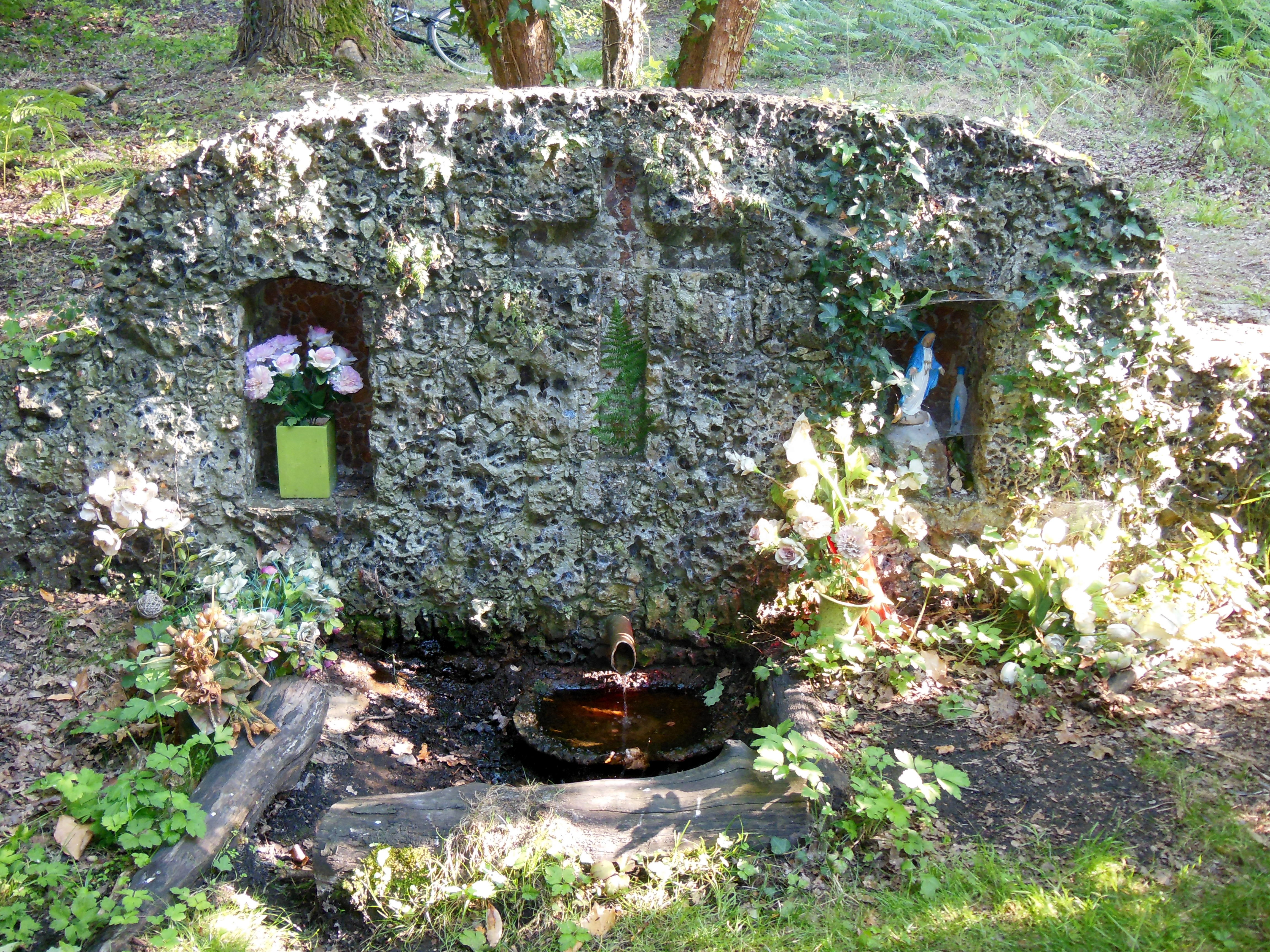
Notre-Dame de Mimizan, soigne la « couleuvre », c'est-à-dire la diarrhée des enfants. Petit monument en garluche orné de statues de la Vierge à qui elle est dédiée et d'un crucifix, cette fontaine est édifiée en 1967 le long du courant de Mimizan.
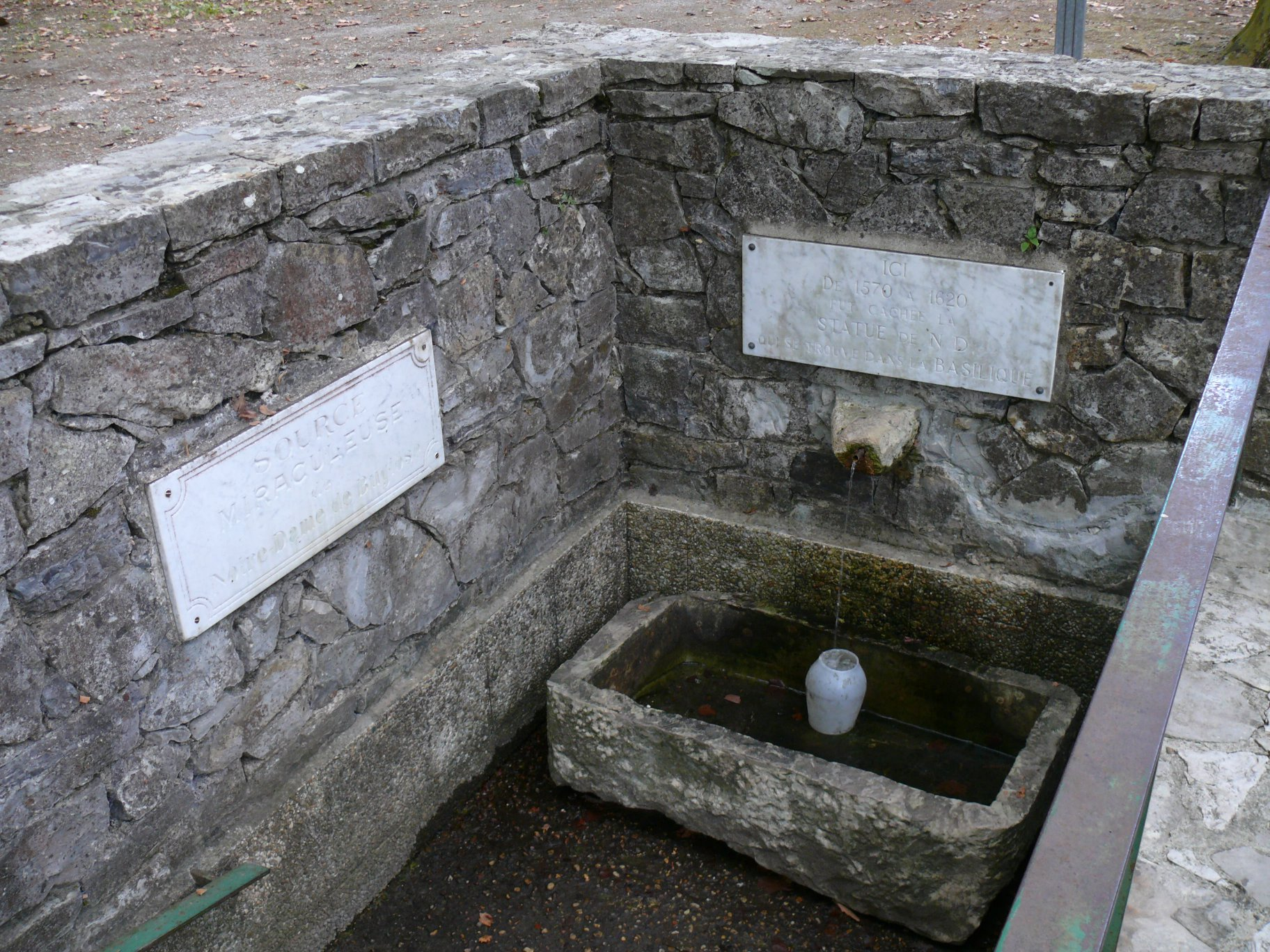
Notre-Dame de Buglose, marque l'endroit où une statue de la Vierge est restée cachée 50 ans pour échapper aux troubles des guerres de Religion dans les Landes.

- Saint Jean-Baptiste, souvent invoqué pour les maladies de peau ou l'eczéma (syndrome). Son lien avec le culte de l'eau est un rappel du baptême du Christ qu'il réalisa dans les eaux du Jourdain.

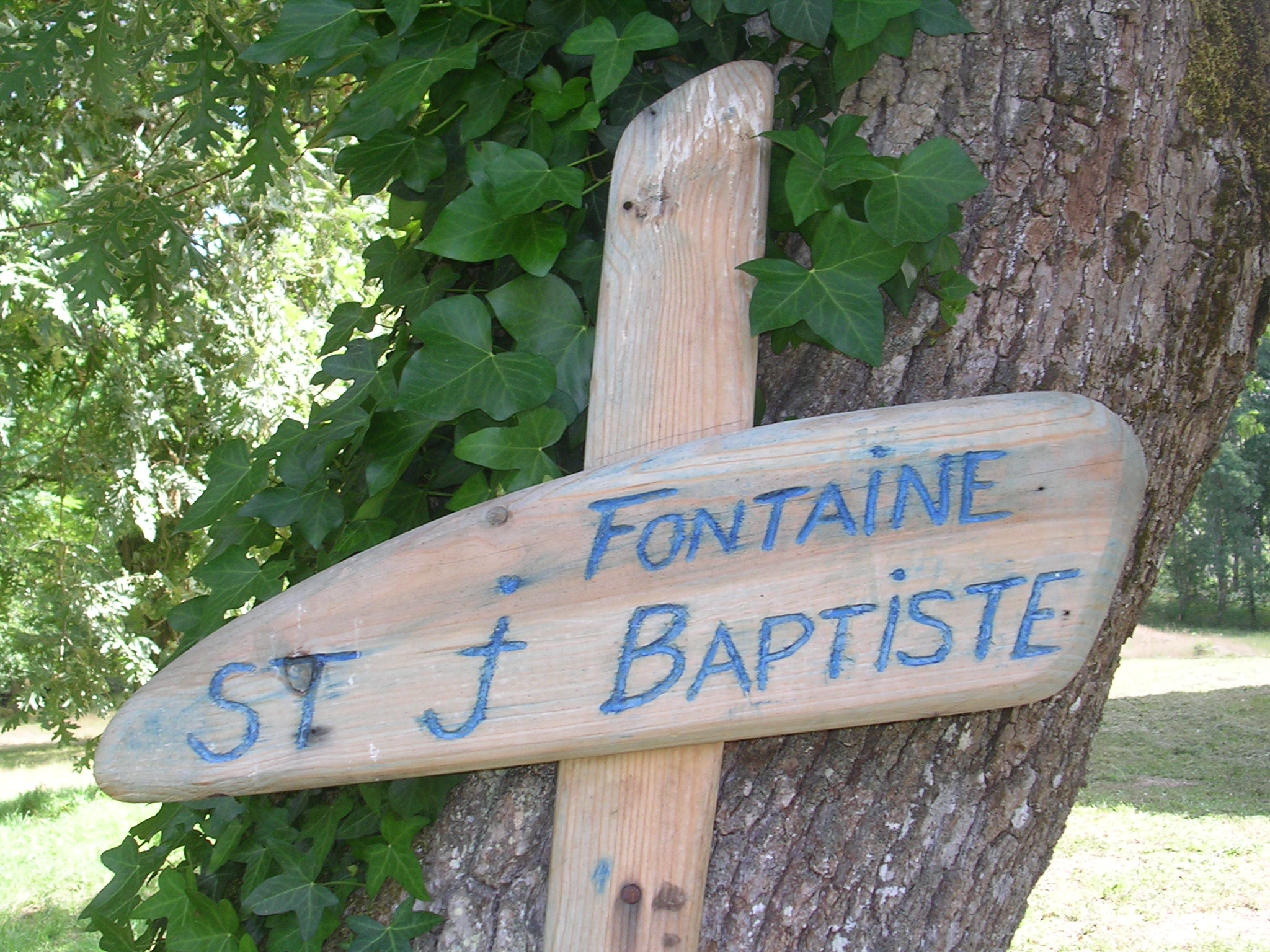
Saint-Jean-Baptiste de Bouricos. Une assemblade avait lieu jadis sur l'airial de Bouricos le 24 juin, jusqu'au début des années 1950.
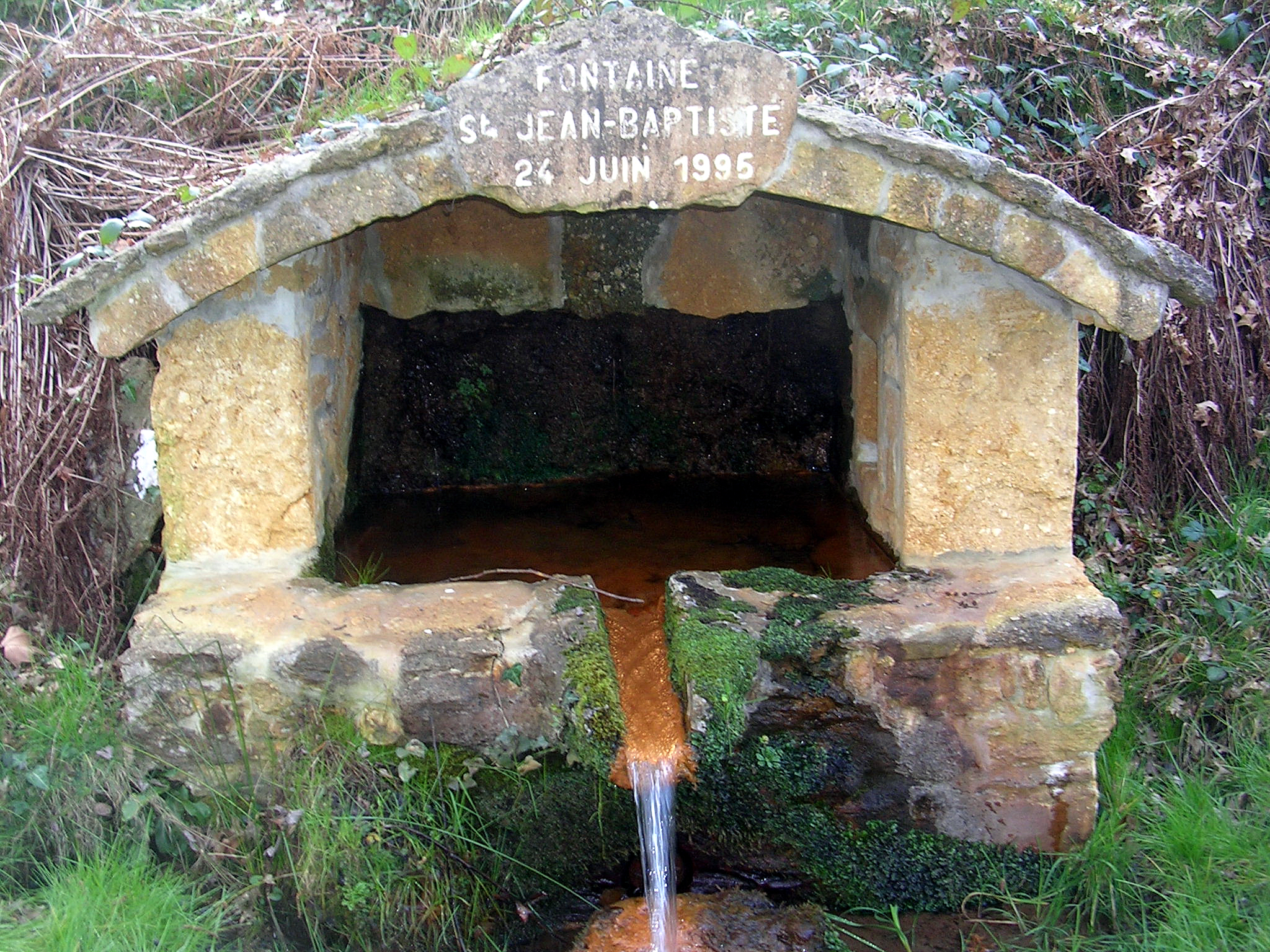
Saint-Jean-Baptiste de Brocas.
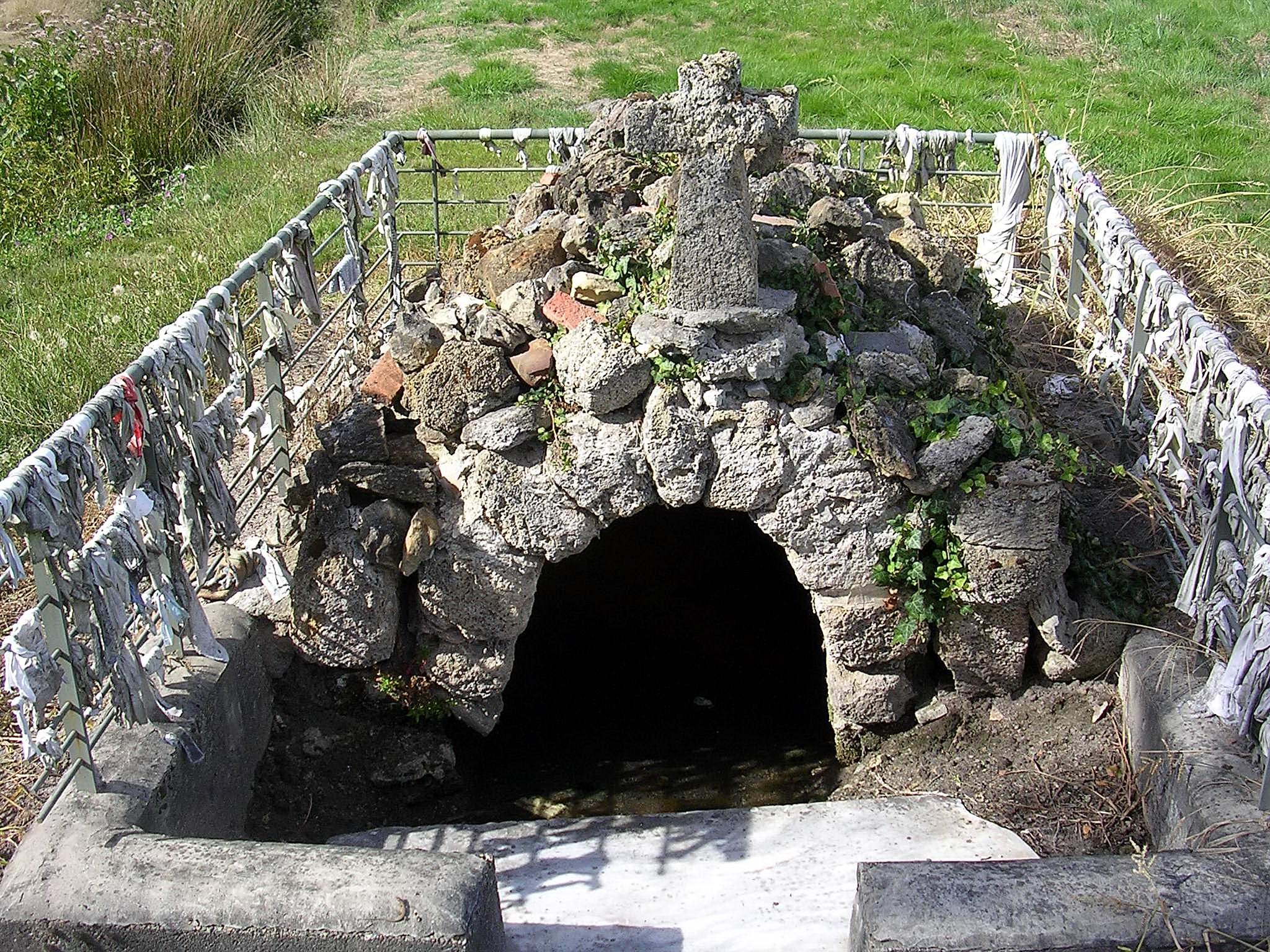
Saint-Jean-Baptiste de Suzan.

- l'archange saint Michel, dont le culte a toujours été très fort en France[18], est invoqué à Bias pour les maux d'estomac (Saint-Michel de Bias) et à Lüe pour les maladies de peau. Dans cette dernière commune comme dans celle d'Escource, les malades devaient passer devant une recommandeuse qui les orientait vers la source Saint-Pierre ou Saint-Michel, selon le mal à traiter[19].

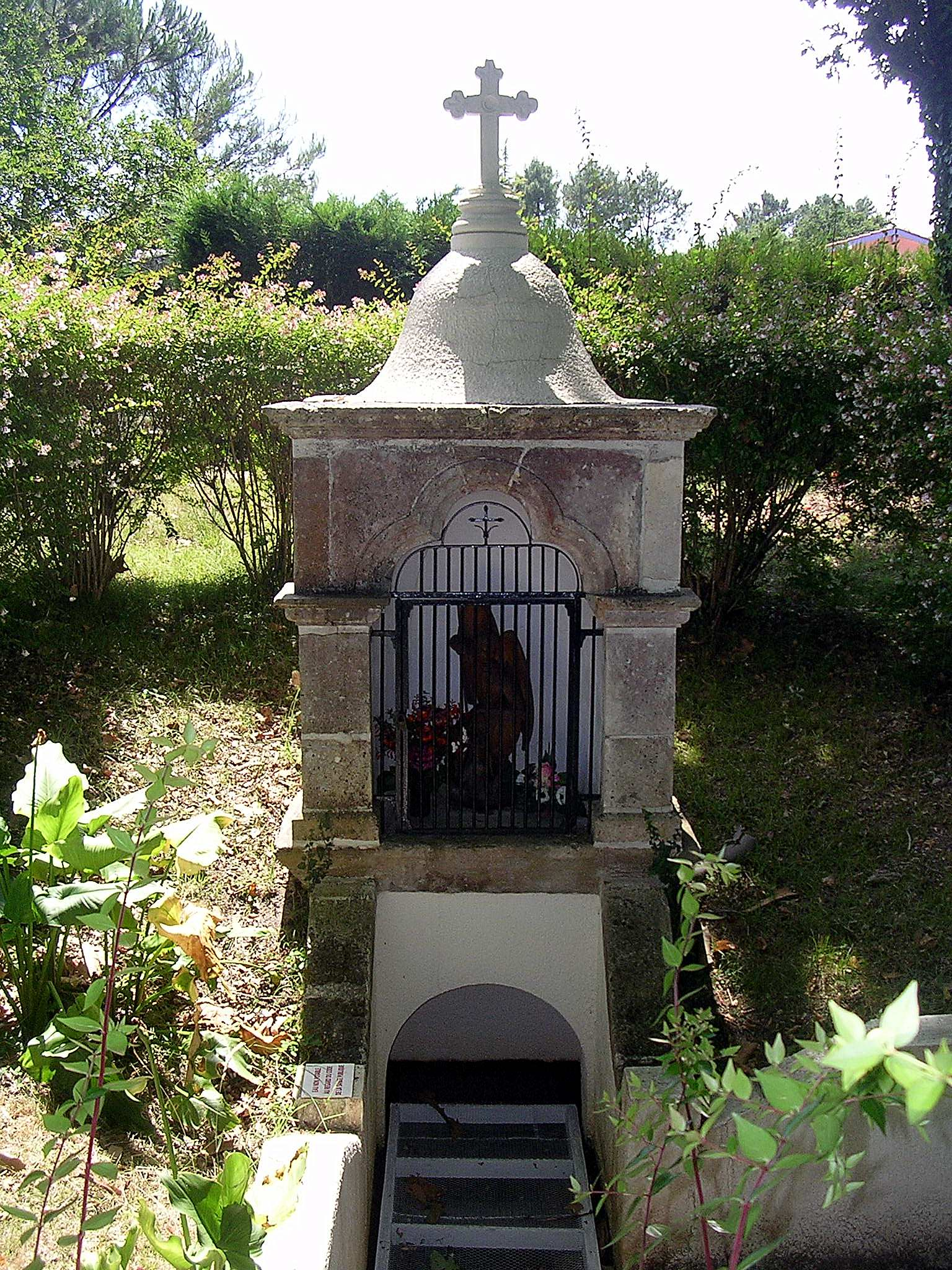
Saint-Michel de Bias.
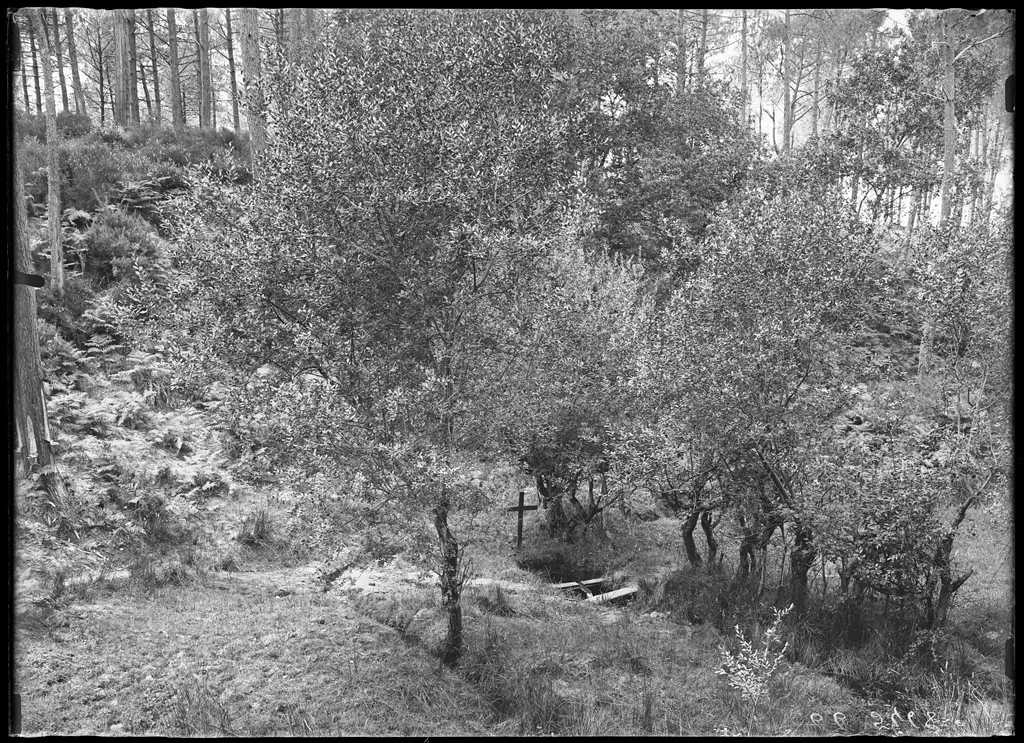
Saint-Michel de Lüe, photographiée en 1903 par Félix Arnaudin.
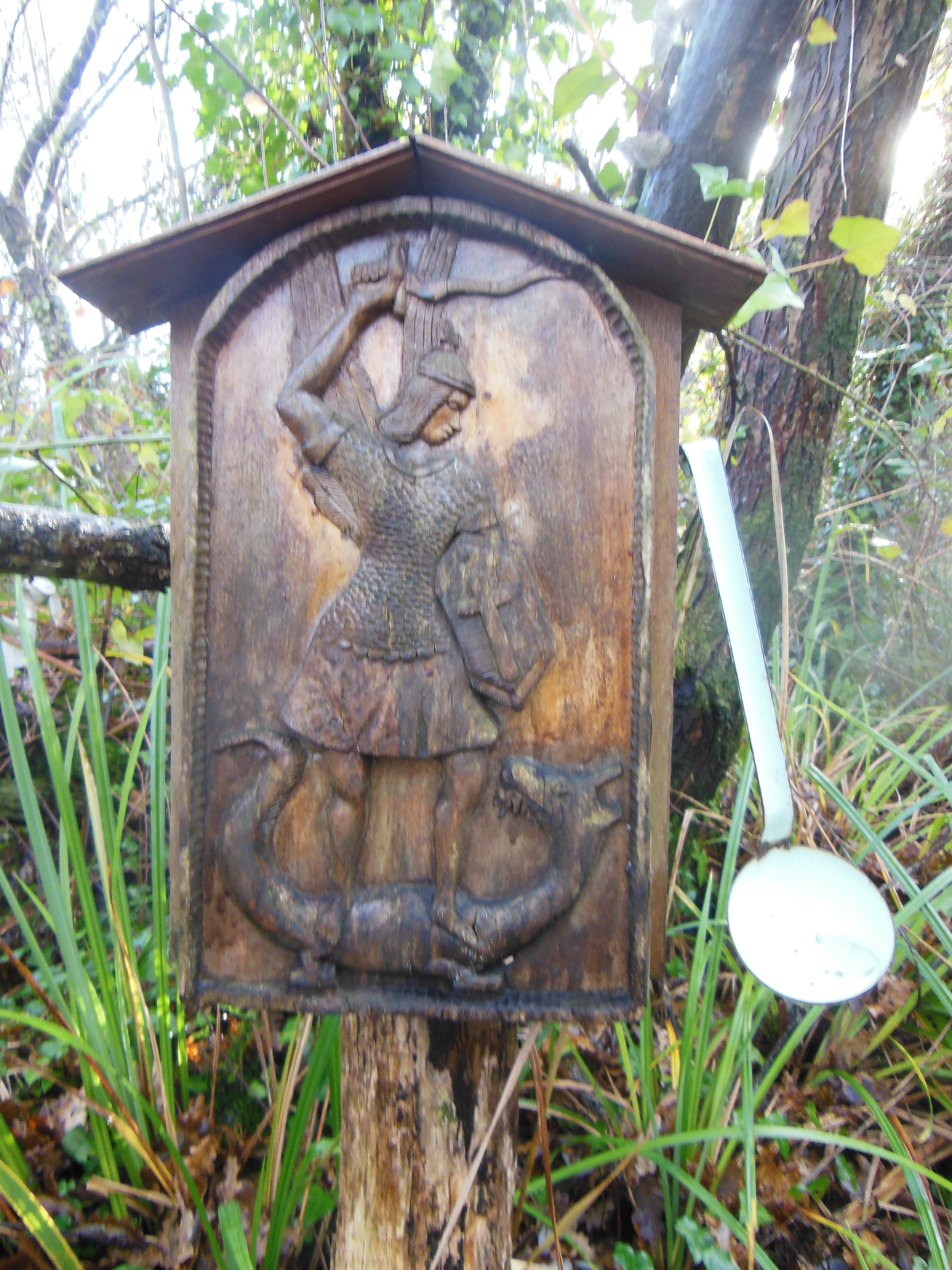
Saint-Michel de Lüe, panneau de bois représentant l'archange.
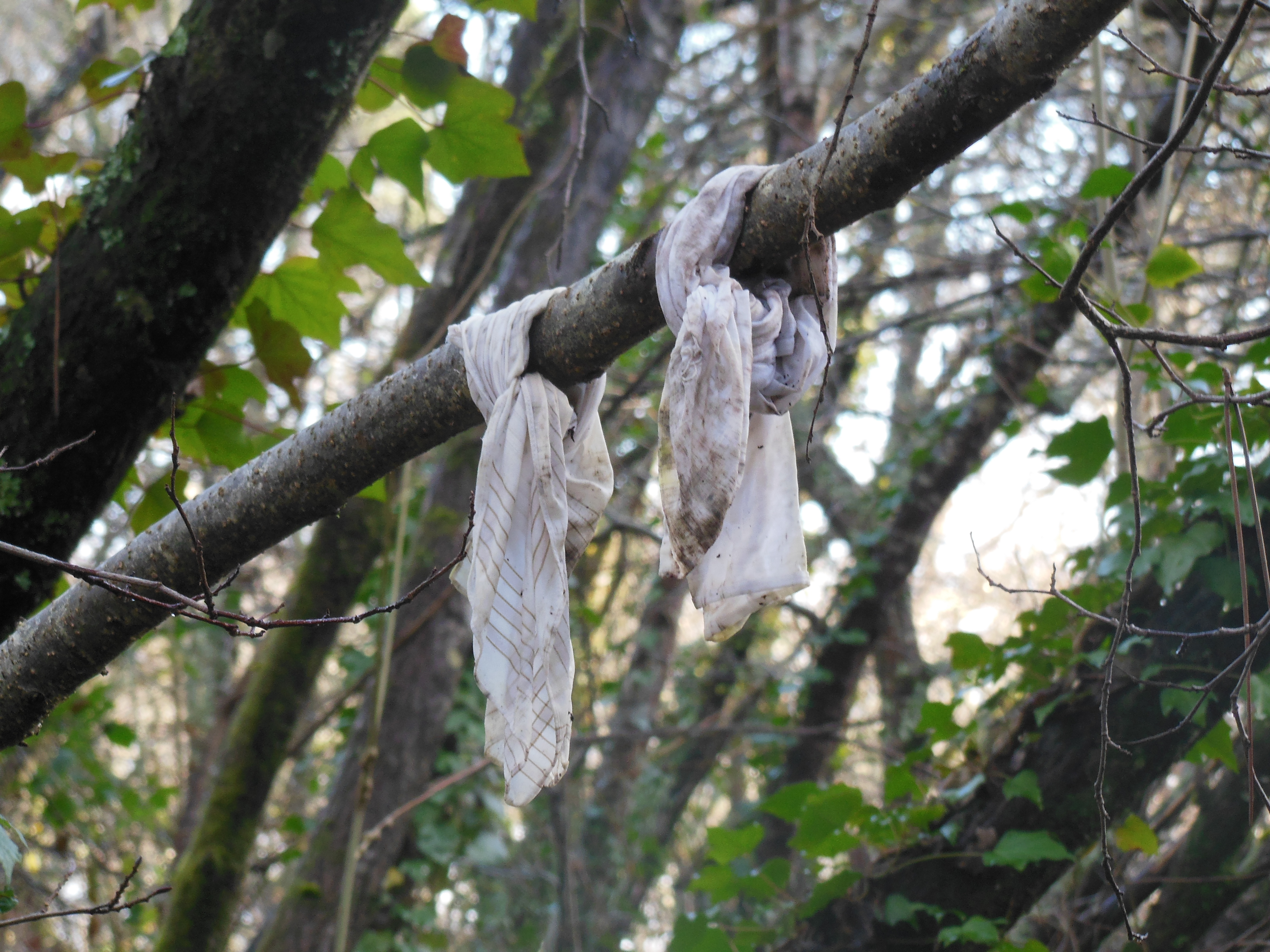
Saint-Michel de Lüe, linges laissés par les malades.

Homonymie et calembours étaient utilisés comme des moyens de mémoriser les facultés curatives des sources en fonction du nom de leurs saints tutélaires :
- Saint Eutrope soulage les estropiés (Eutrope se dit « Estròpi » en gascon) et les maux de jambe[20] (Saint-Eutrope de Callen, Saint-Eutrope de Trensacq, Saint-Eutrope de Cère)
- Saint Blaise soigne les blasits (c’est-à-dire ceux qui ont le teint pâle)[20]
- Sainte Rose intervenait pour les maus arroses (boutons, impétigo, furoncles, boutons roses provoqués par la pellagre)[20] (Sainte-Rose de Mézos, Sainte-Rose d'Ychoux, Sainte-Rose de Sanguinet)
- Saint Leu (Loup) avait pouvoir sur les loupes (verrues et taches sur la peau)[20] (Saint-Leu de Lencouacq)
- Saint Lyé délie les langues[14]
- Saint Aignan soigne la teigne[14]
- Saint Clair est invoqué pour les maux des yeux et rendre une vue claire[13]

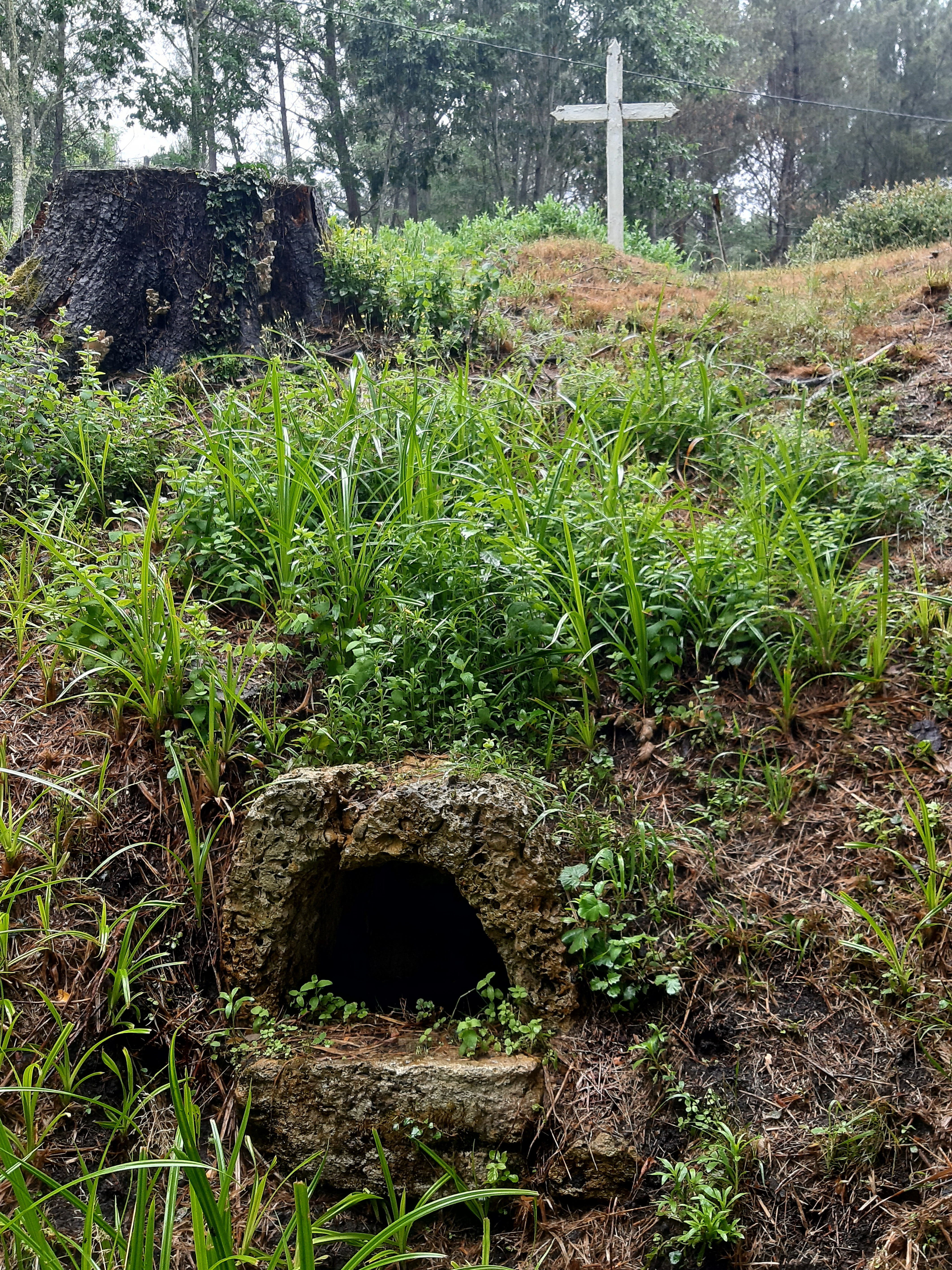
Source Saint-Eutrope de Cère (fontaine maçonnée en pierre coquillière).
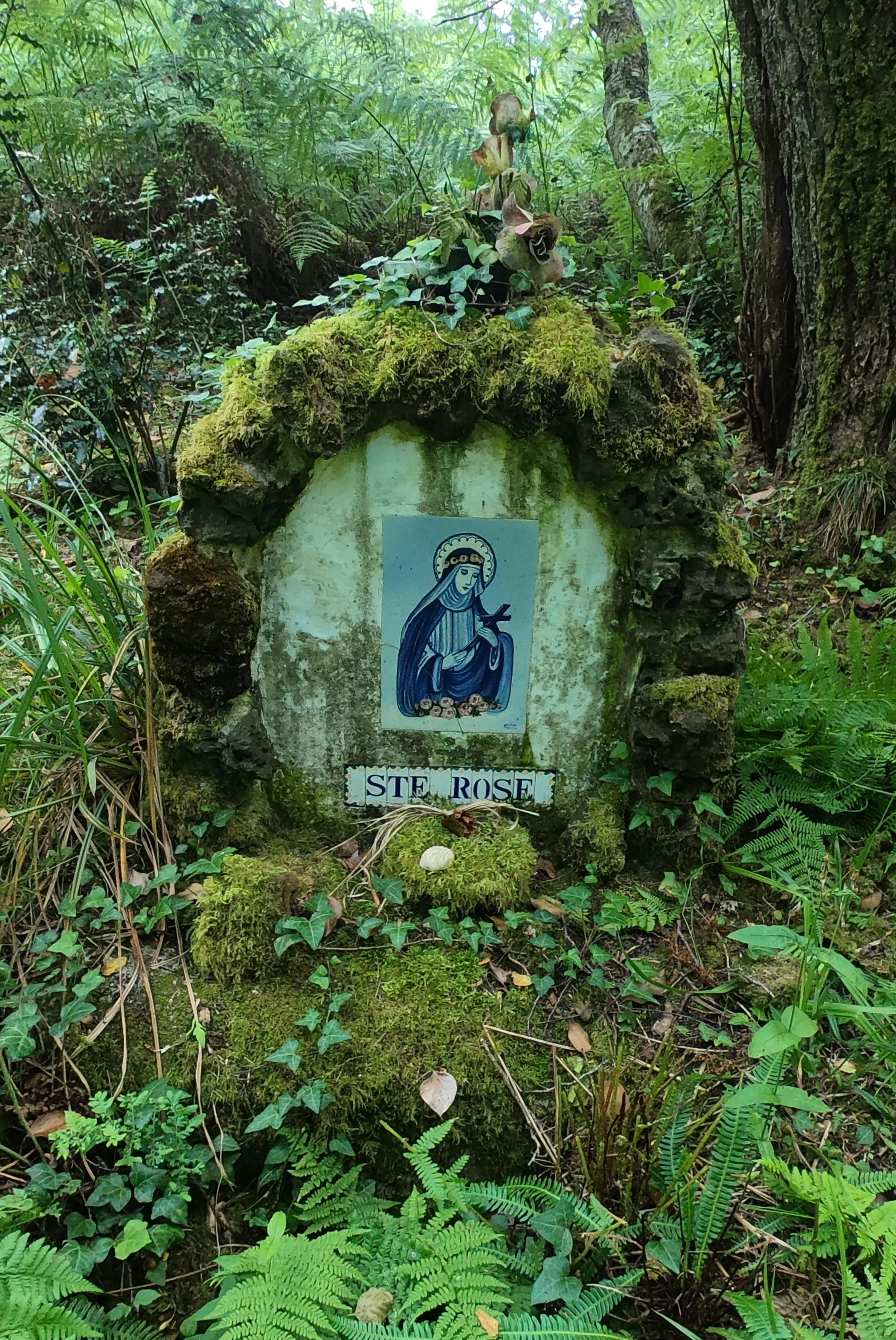
Source Sainte-Rose de Sanguinet.
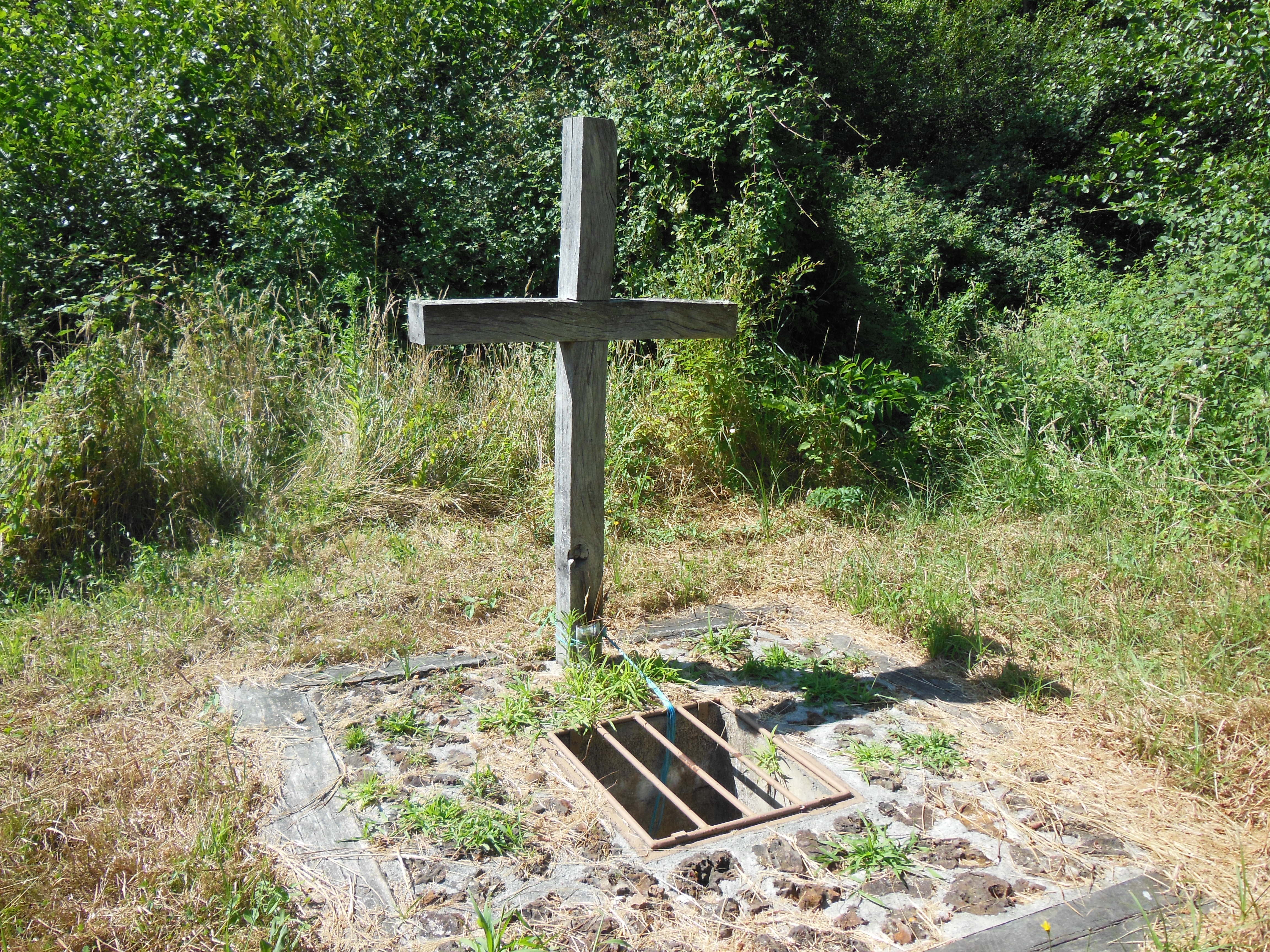
Fontaine Saint-Clair de Saint-Paul-en-Born.
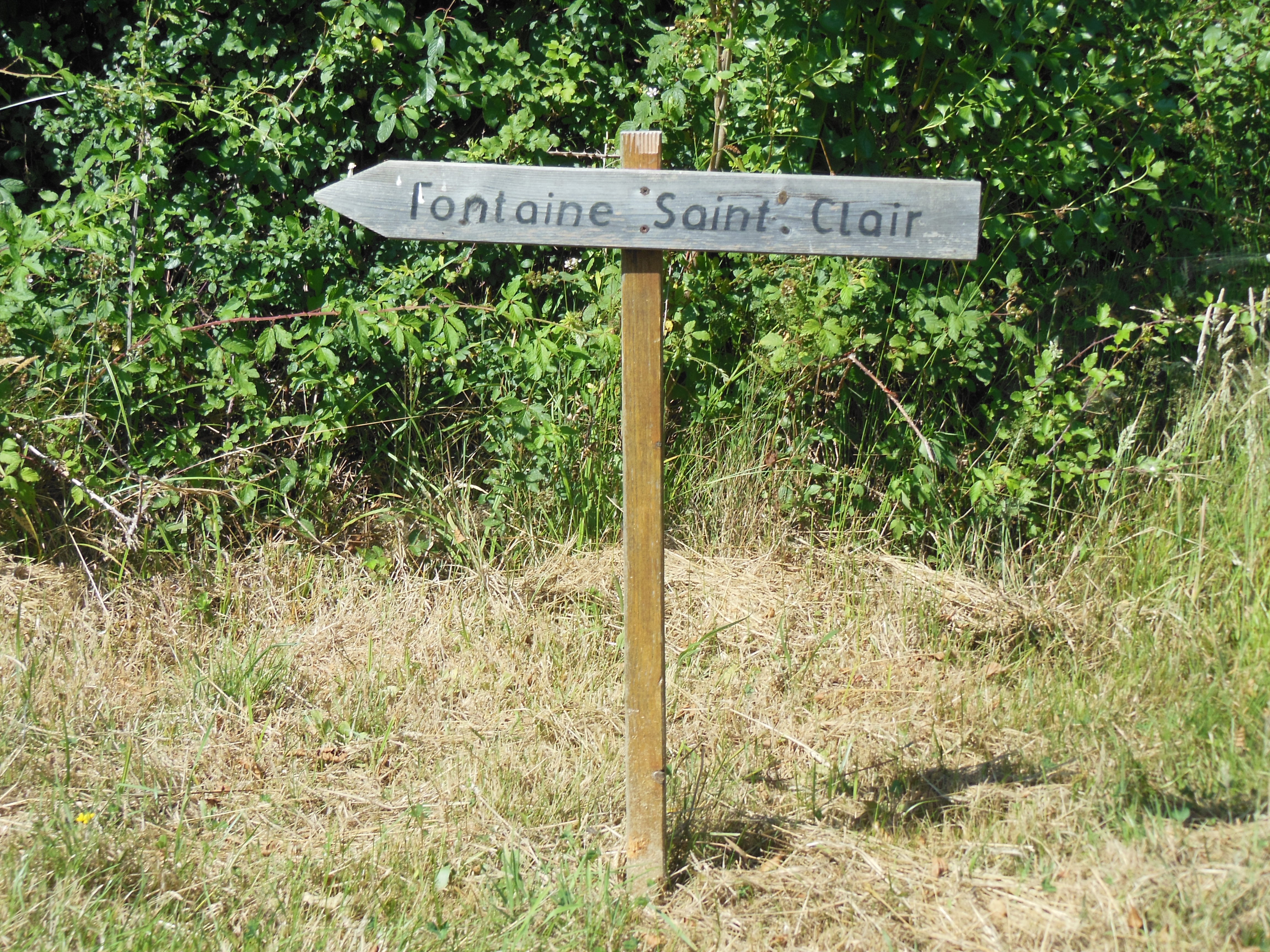
Panneau indiquant la position de la fontaine dédiée à saint Clair.

L’hagiographie pouvait également expliquer les bienfaits des sources :
- Sainte Quitterie, martyre décapitée, guérissait les maux de tête (Aire-sur-l'Adour, Arx, Commensacq, Gastes, Lucbardez, Maillères, Saint-Martin d'Oney, Sainte-Foy, Toulousette, Villenave)

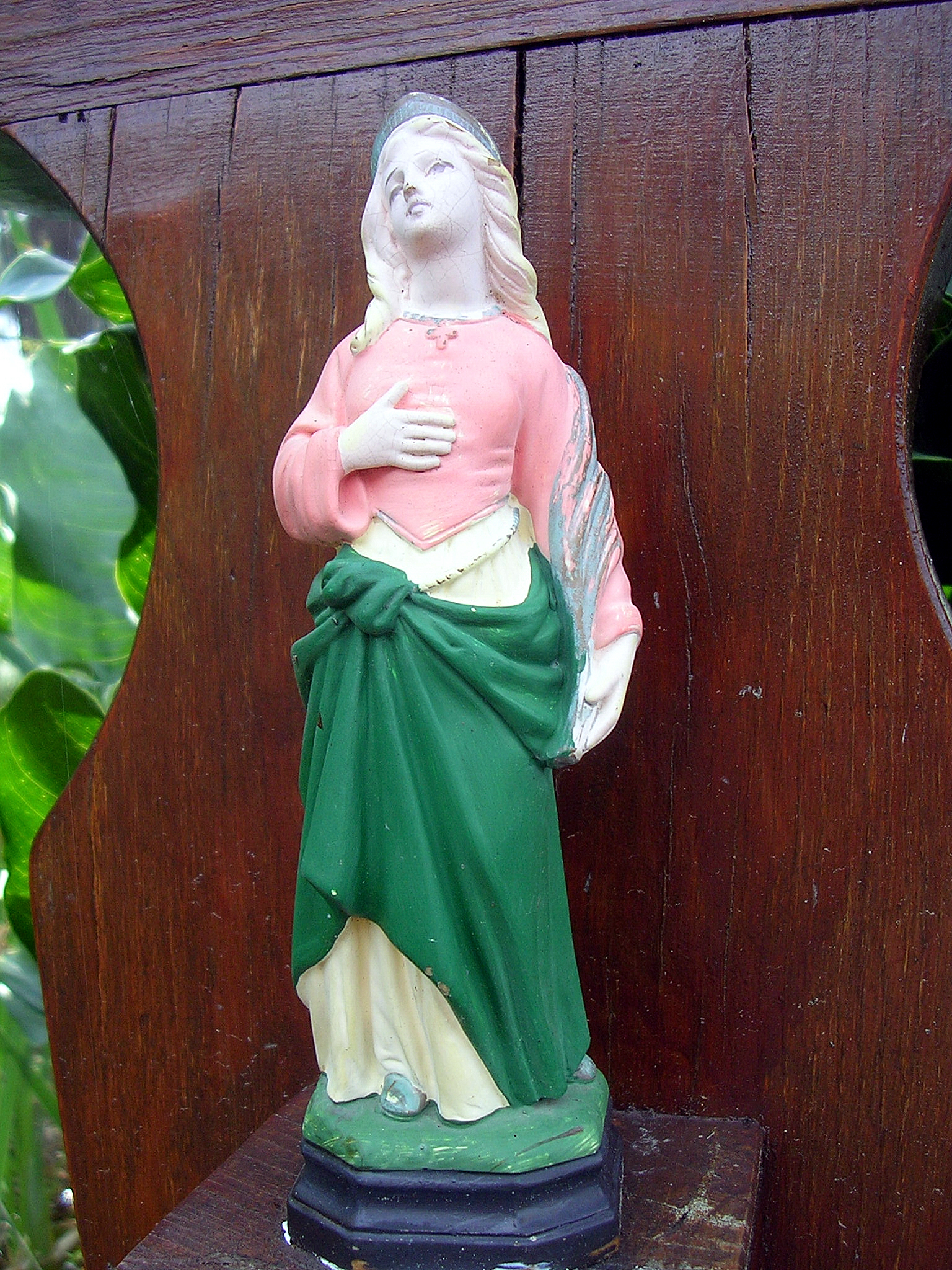
Sainte-Quitterie de Gastes.
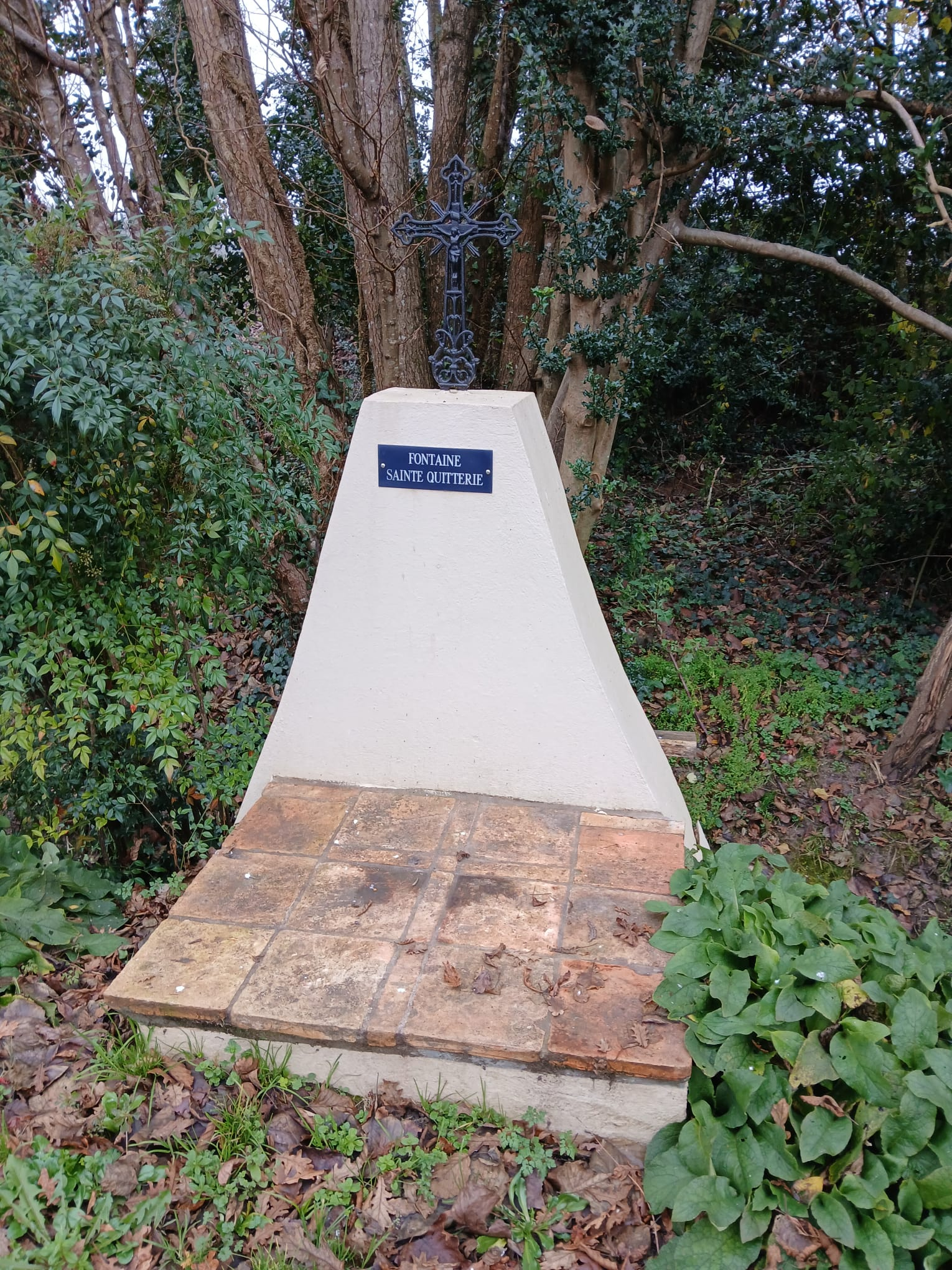
Sainte-Quitterie de Lamothe.
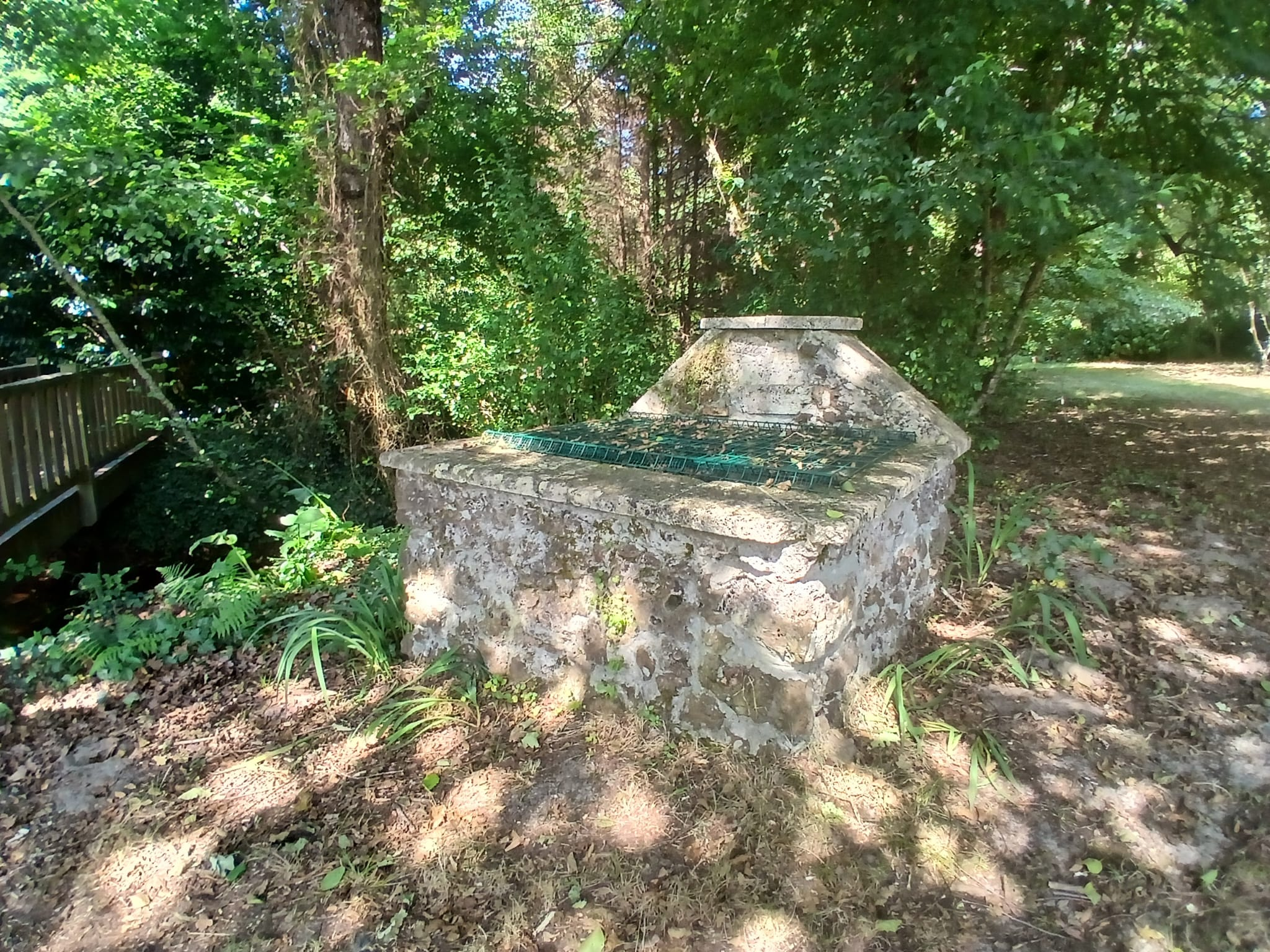
Sainte-Quitterie de Commensacq.

D’autres saints étaient spécialisés dans certains traitements
- Sainte Ruffine[n 3] soigne les croûtes de lait aux fontaines d'Aureilhan et de Biganon[3]

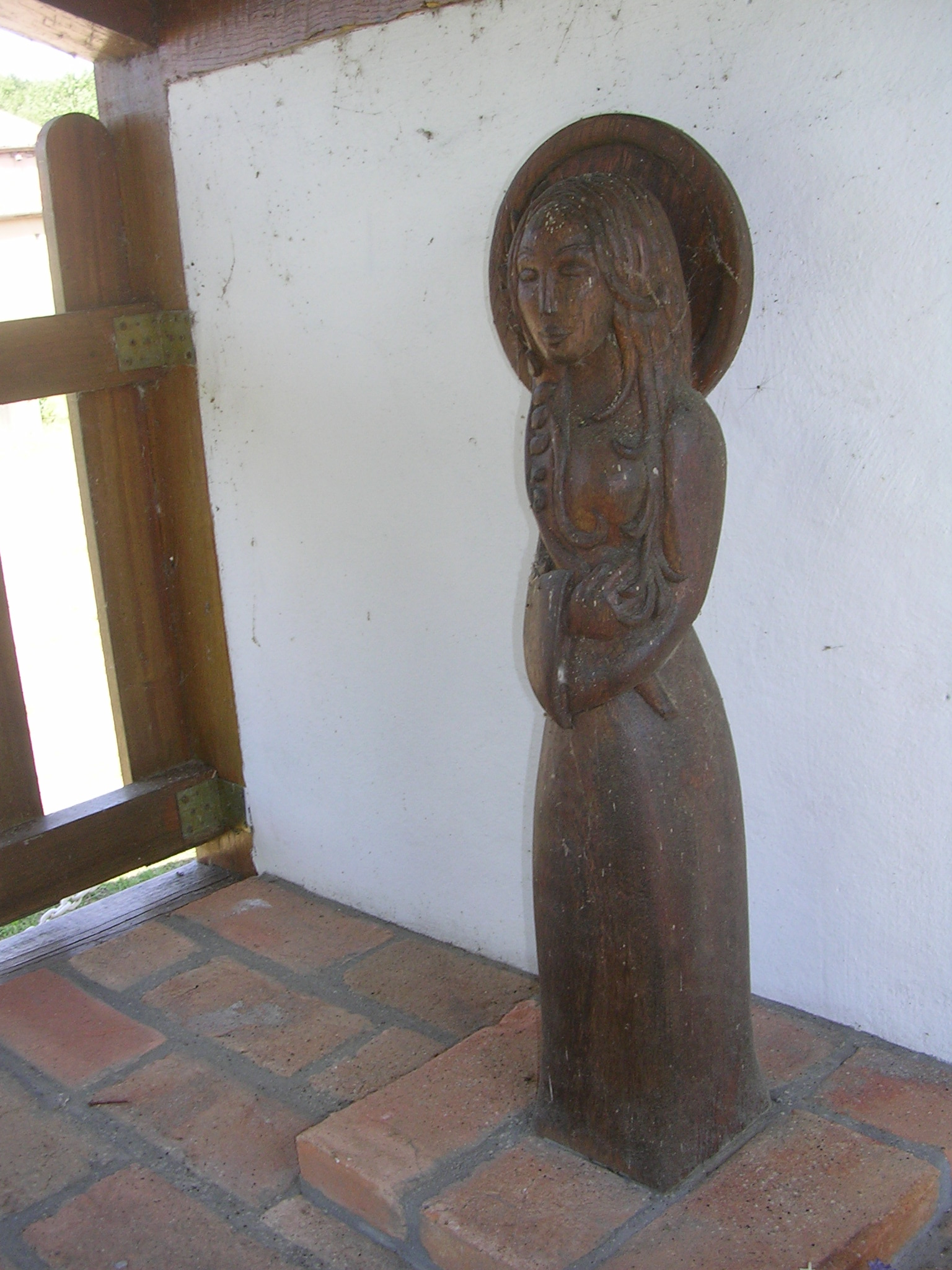
Sainte-Ruffine d'Aureilhan.
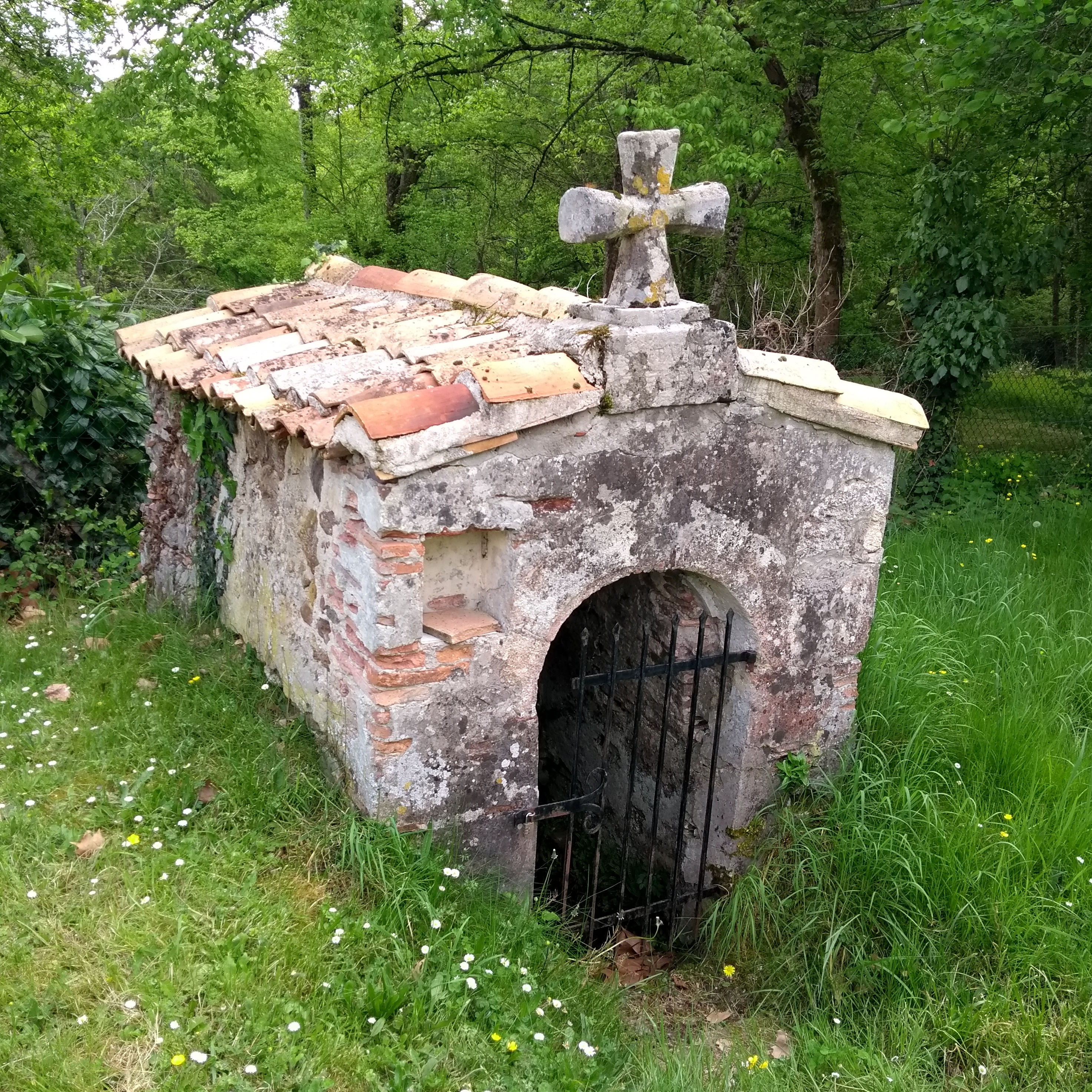
Fontaine Sainte-Ruffine de Biganon. Elle est inscrite avec l'église attenante aux monuments historiques par arrêté du 17 janvier 1997[21].

- Sainte-Anne de Belhade favorise l’allaitement

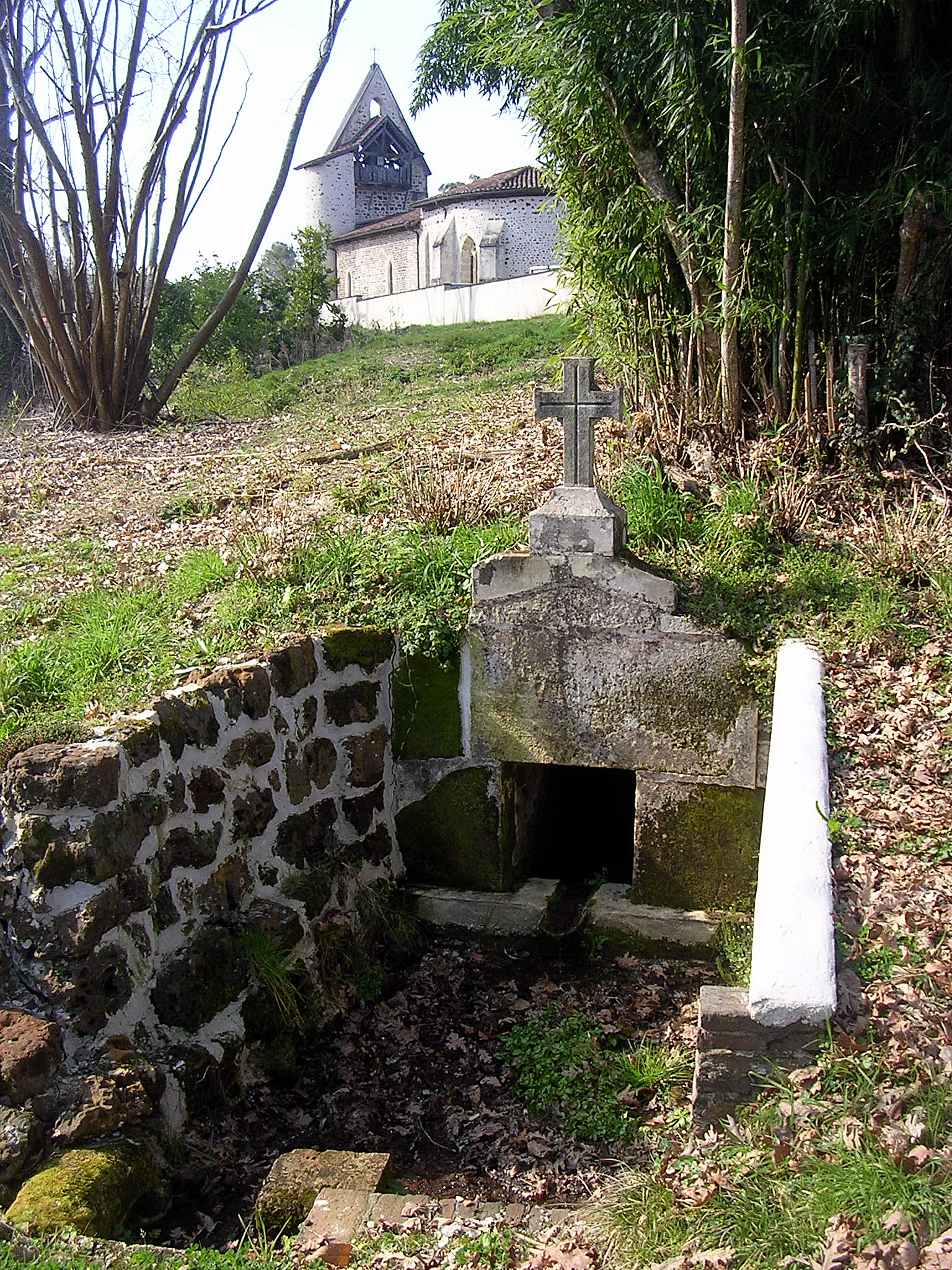
Sainte-Anne de Belhade.

On pouvait enfin trouver des fontaines :
- qui aident les enfants anémiés ou déficients (Cachen, Saint Pantaléon de Campagne, Poyanne, Vieille-Saint-Girons)
- qui guérissent de la peur (fontaine de la peur de Bostens)
- qui soignent la pellagre et les maladies de peau (Sarbazan, Saint-Christau de Benquet, Saint-Jacques de Saint-Yaguen, Saint-Roch de Saubion), les eczémas (Castets)
- qui soulagent les douleurs (fontaine des douleurs de Saint-Martin-de-Hinx)
- qui traitent les rhumatismes (Losse, Ygos, Sainte-Radegonde de Roquefort)[22].

### Légendes

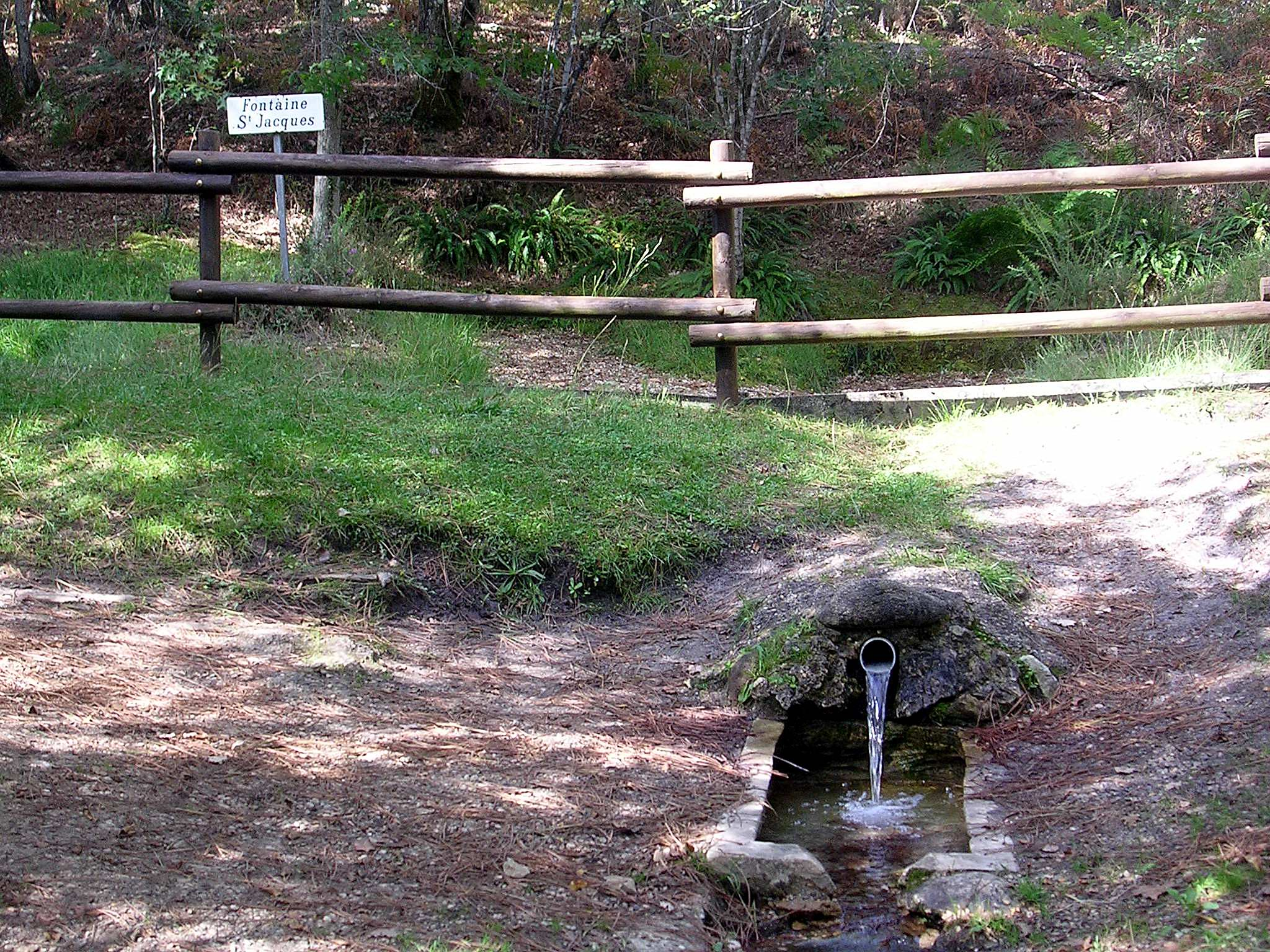
Fontaine Saint-Jacques de Saint-Yaguen. À 4 km du bourg, au bord du ruisseau de Suzan, près de la route menant à Ygos, coulent ses eaux dans un site champêtre.

Les croyances attachées aux lieux s’accompagnent d’un certain folklore où les fontaines sont personnifiées. Des légendes racontent que certaines d’entre elles, mécontentes des atteintes faites à leur intégrité, se vengent sur les personnes responsables ou quittent la paroisse inhospitalière, comme la fontaine Saint-Jacques de Saint-Yagen, rattrapée par le marguillier qui réussit à la fixer en plantant une croix alors qu’elle tentait de fuir à travers la lande : selon la légende, la fontaine coulait auparavant dans le village et se serait déplacée d'elle-même dans la forêt à la suite d'une pollution.
Toujours selon la légende, il faut se méfier du Tac, personnage malfaisant du folklore landais, qui vit près des fontaines. Ce dernier cherche toujours à se faire porter sur le dos de celui qui l’approche jusqu’à l’épuisement et le trépas de sa victime.

## Galerie

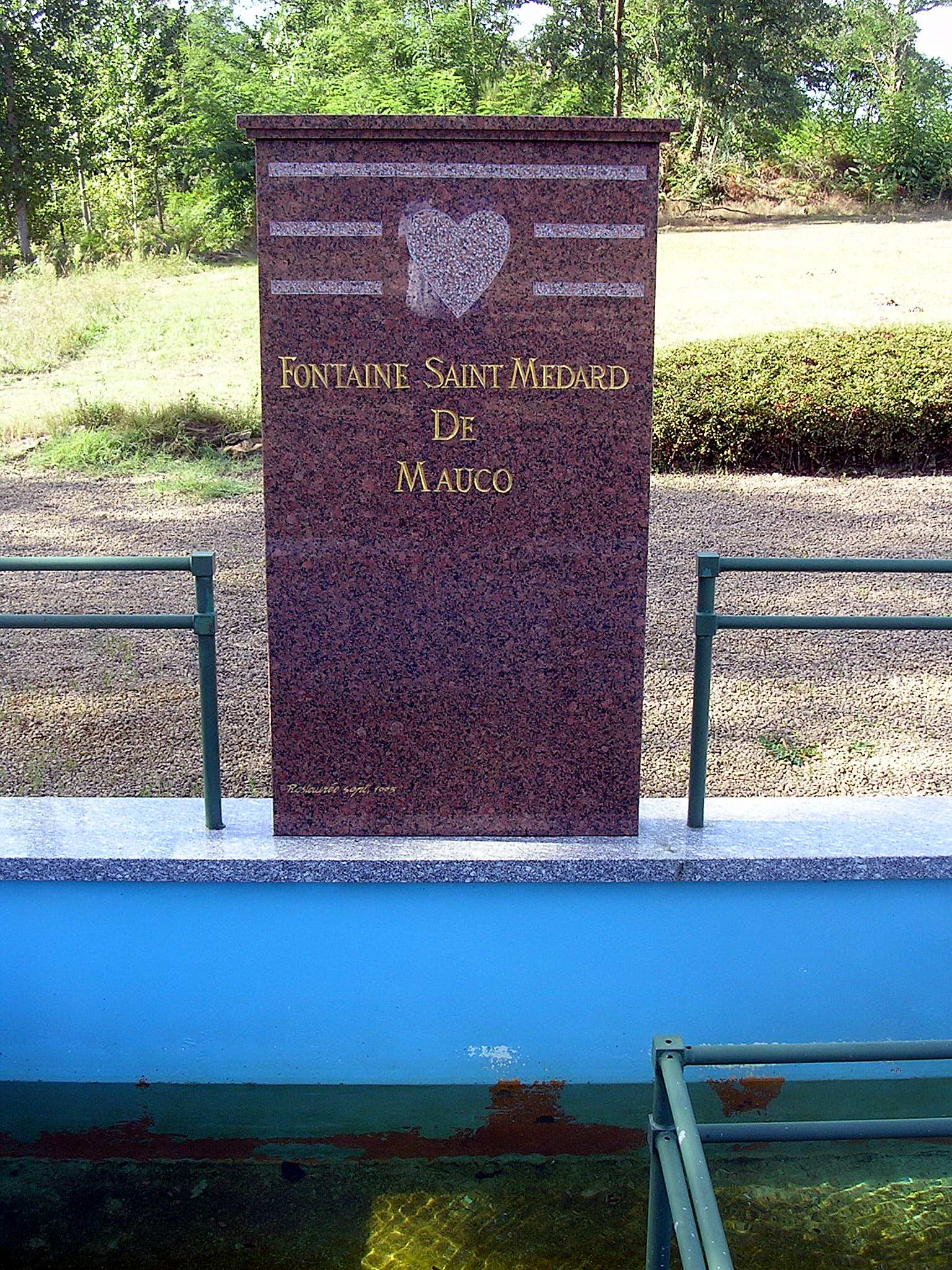
Saint-Médard de Haut-Mauco. Elle a la réputation de soigner les malaises cardiaques, « Mauco » étant perçu comme mau còr (« mauvais cœur » en gascon)[n 4].
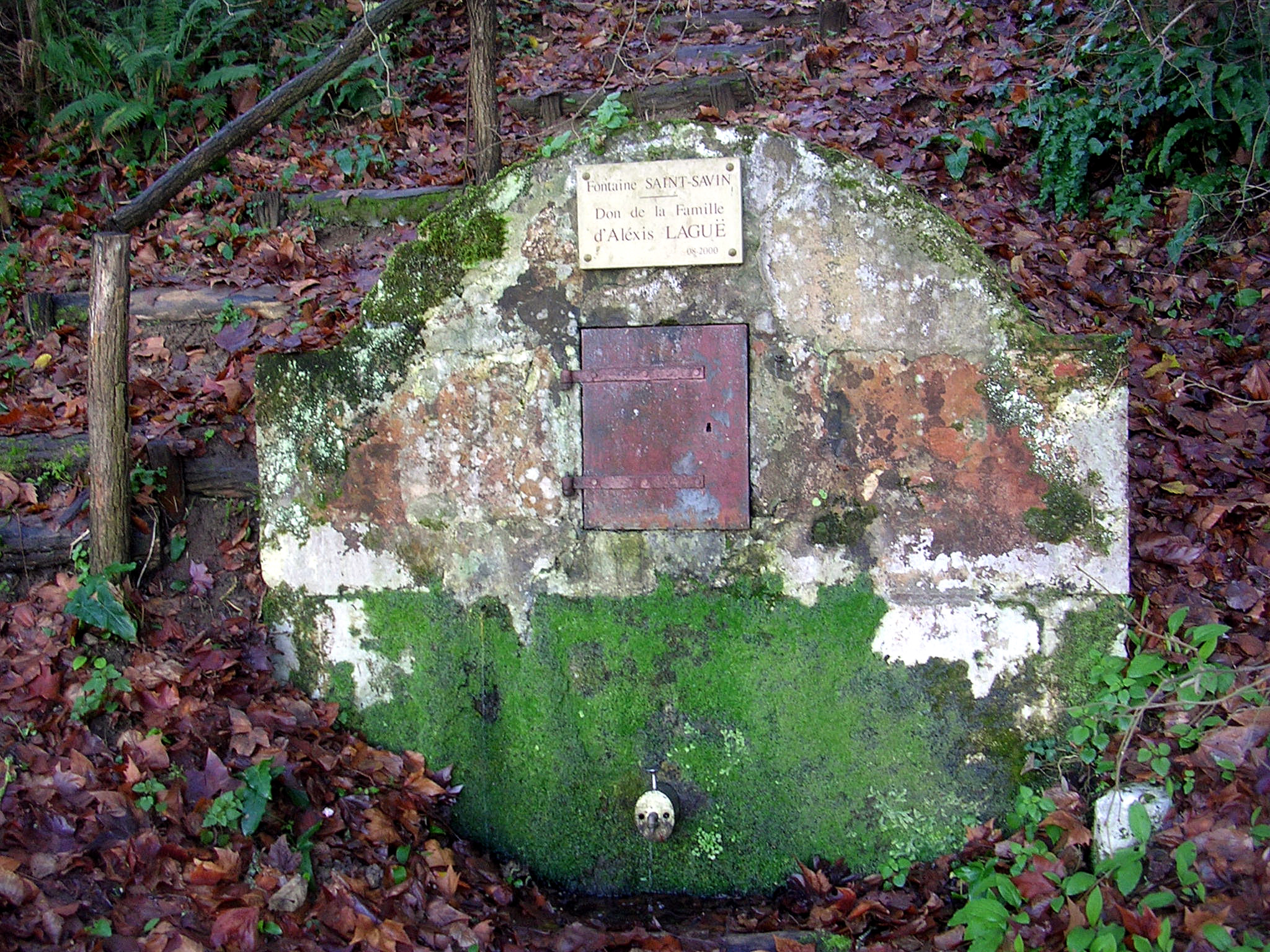
Saint Savin à Larrivière Saint-Savin, invoqué pour soigner les maladies de peau.
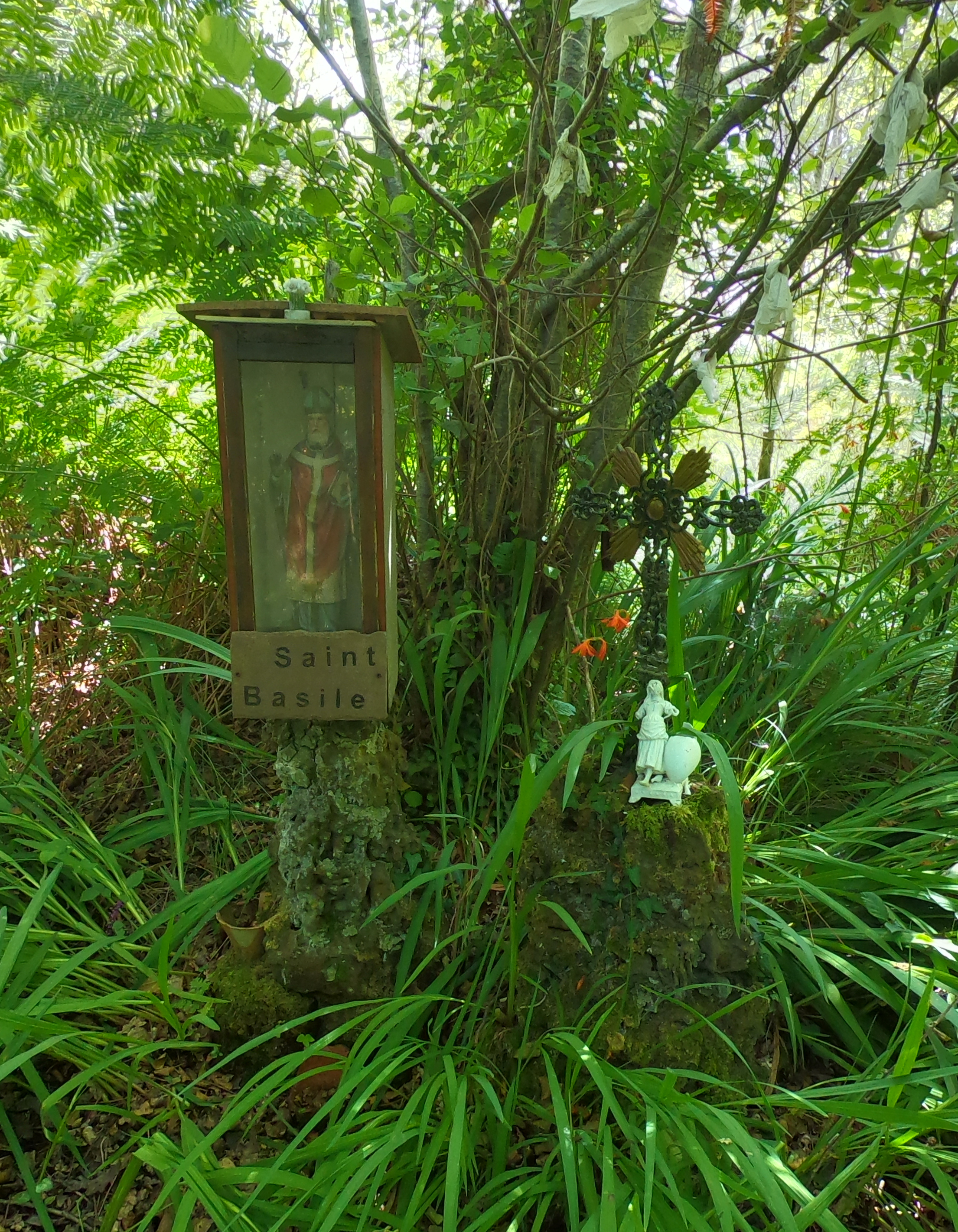
Source Saint-Basile de Sanguinet, invoqué pour soigner les maux des yeux et les maladies de peau[27].
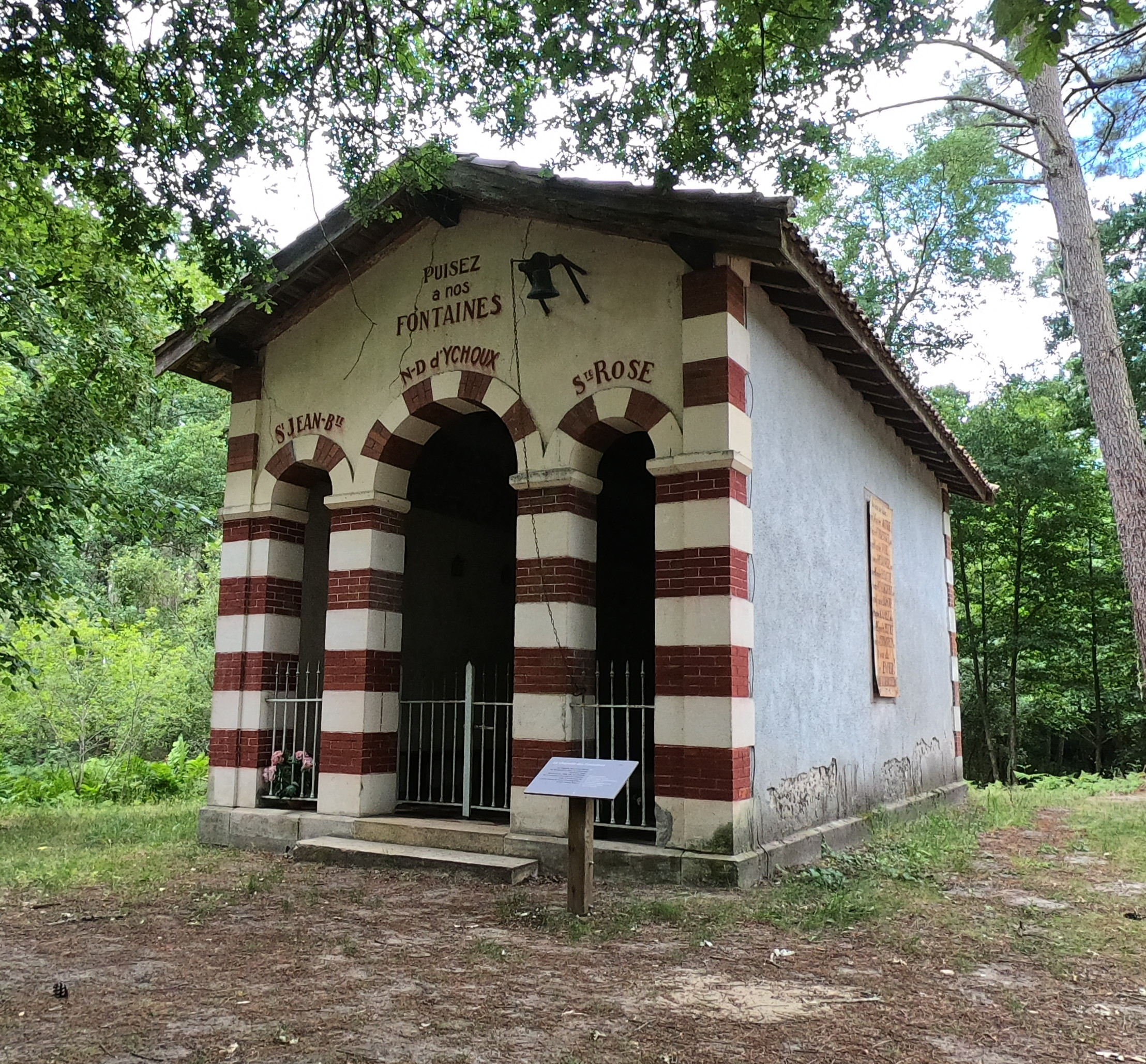
Chapelle des Trois-Fontaines d'Ychoux vouée aux sources situées à proximité et dédiées à Notre-Dame, sainte Rose et saint Jean-Baptiste.